# Transmisión (vehículos)

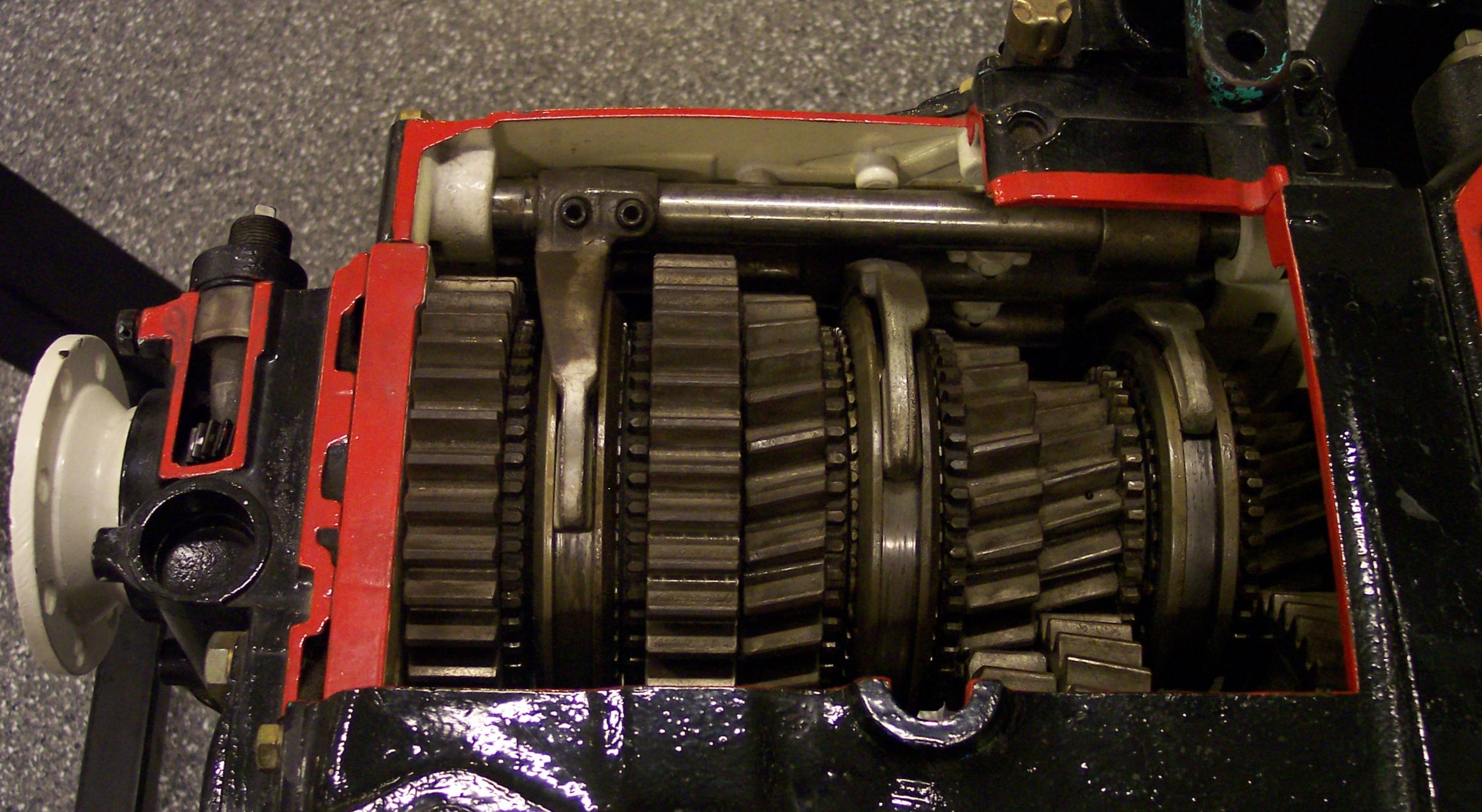
Transmisión manual de un camión; las horquillas de cambio y las mangas son fáciles de ver

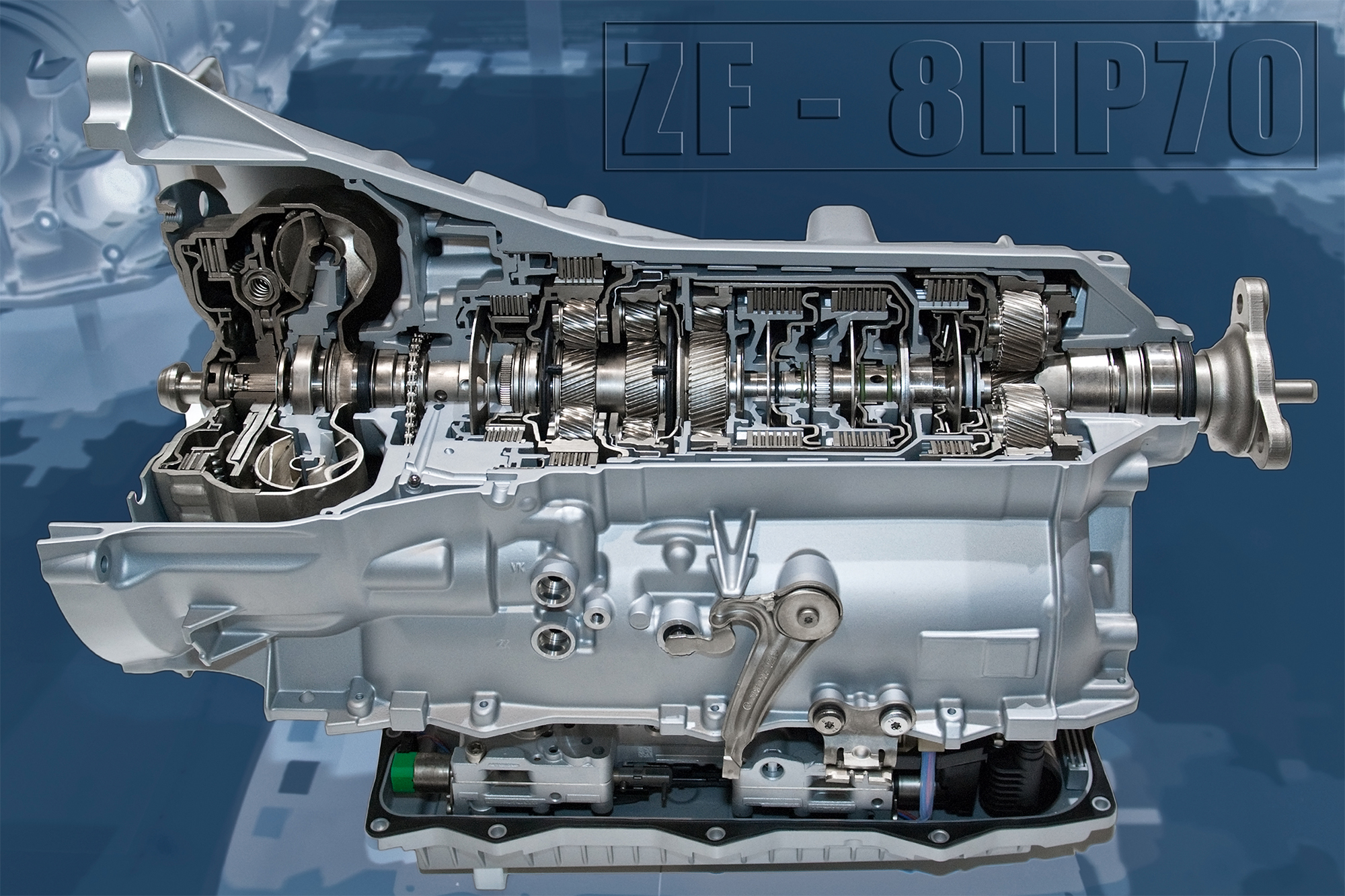
Transmisión automática de ocho velocidades ZF Tipo 8HP70

La transmisión de un vehículo es la parte de su sistema de propulsión que enlaza mecánicamente el motor con las ruedas, y que por regla general permite ajustar la relación de giro entre ambos. En el caso de los vehículos con motor de combustión interna, la transmisión dispone de una caja de cambios (manual o automática) con el fin de regular la relación entre la velocidad de desplazamiento más baja y la más alta del propio vehículo, y la velocidad de giro más baja y la más alta del motor. Los vehículos eléctricos suelen usar un conjunto de engranajes fijo, ya que sus motores no necesitan para accionarse estar girando a una velocidad mínima (ralentí) y pueden entregar la potencia de manera uniforme en un rango de velocidades de giro significativamente mayor.
El sistema de transmisión de un vehículo es una forma particular de transmisión, de acuerdo con la manera en la que se define el término en ingeniería mecánica: "en general, se denomina "transmisión" a cualquier mecanismo capaz de acoplar cinemáticamente piezas en movimiento".

## Tipos
En función de su modo de accionamiento, las transmisiones mecánicas de los vehículos se clasifican en cuatro grandes grupos:
- Transmisiones manuales: es el conductor quien selecciona en cada momento la relación de transmisión (marcha) que considera más adecuada para la velocidad del vehículo, por lo general accionando el pedal del embrague y utilizando una palanca de cambio. La caja de cambios es mecánica, y el vehículo dispone de un pedal para el embrague.
- Transmisiones semiautomáticas: el conductor sigue seleccionando las marchas manualmente, pero la caja de cambios mecánica está equipada con algún tipo de servomecanismo que se encarga de accionar automáticamente el embrague, y en algunos casos, de engranar las marchas. El vehículo conserva la palanca de cambios, pero suele carecer de pedal de embrague.
- Transmisiones automáticas: un sistema electromecánico autónomo es el que se ocupa de elegir la relación de transmisión correcta en función de la presión ejercida sobre el acelerador y de las condiciones de circulación del vehículo. La caja de cambios es hidráulico-mecánica, e incluye un convertidor de par y un sistema de engranajes epicíclicos. El vehículo carece del pedal del embrague, y la palanca de cambios se ve reducida a un simple selector de marcha (estacionado, parado, marcha atrás y marcha adelante), gestionado de forma electromecánica o electrónica.
- Transmisiones manumáticas: son sistemas que pueden funcionar indistintamente como una caja manual (de forma que el conductor selecciona a su criterio la marcha utilizada en cada momento) o como una caja automática (de forma que el vehículo responde autónomamente a los requisitos generados por los impulsos ejercidos sobre el acelerador o el freno).

Además de estos sistemas de transmisión mecánica, normalmente aplicados directamente a vehículos automóviles equipados con motores de explosión, también existen otros tipos de transmisión, como los sistemas de transmisión hidráulica (que se sirven de fluidos en movimiento para transferir el par motriz) y los sistemas de transmisión eléctrica (que utilizan generadores y motores eléctricos para transferir la potencia del motor a las ruedas).
Estos sistemas se han utilizado tradicionalmente en máquinas de gran potencia que requieren aplicarla muy gradualmente (como locomotoras o maquinaria de obras públicas o de minería), dado que los embragues mecánicos no son eficaces para valores de par muy elevados. Su importancia cada vez es mayor, con la progresiva generalización de los automóviles híbridos y de los eléctricos en la primera mitad del siglo XXI.

## Necesidad de una caja de cambios
Las transmisiones de los vehículos permiten que los relativamente estrechos rangos de velocidad de giro de los motores de combustión interna se conviertan en las velocidades de las ruedas necesarias para una conducción normal.
Ejemplo
Supóngase un automóvil que tiene una velocidad mínima de Vmin = 5 km/h y una velocidad máxima de Vmax = 250 km/h. Esto da como resultado un factor {\displaystyle \textstyle {\frac {V_{\text{max}}}{V_{\text{min}}}}} igual a 50 en la salida de la transmisión, resultado de dividir la velocidad máxima por la mínima. Sin embargo, un motor de combustión interna suele tener una velocidad de giro mínima al ralentí de unas 600 rpm y una velocidad máxima de giro de unas 6000 rpm, es decir, con un factor igual a 10. Sin una caja de cambios, si la velocidad del motor a 600 rpm permitiera que el coche circulase a 5 km/h, su velocidad máxima sería únicamente 10 veces mayor, y por lo tanto, no podría superar los 50 km/h.

## Parámetros y terminología

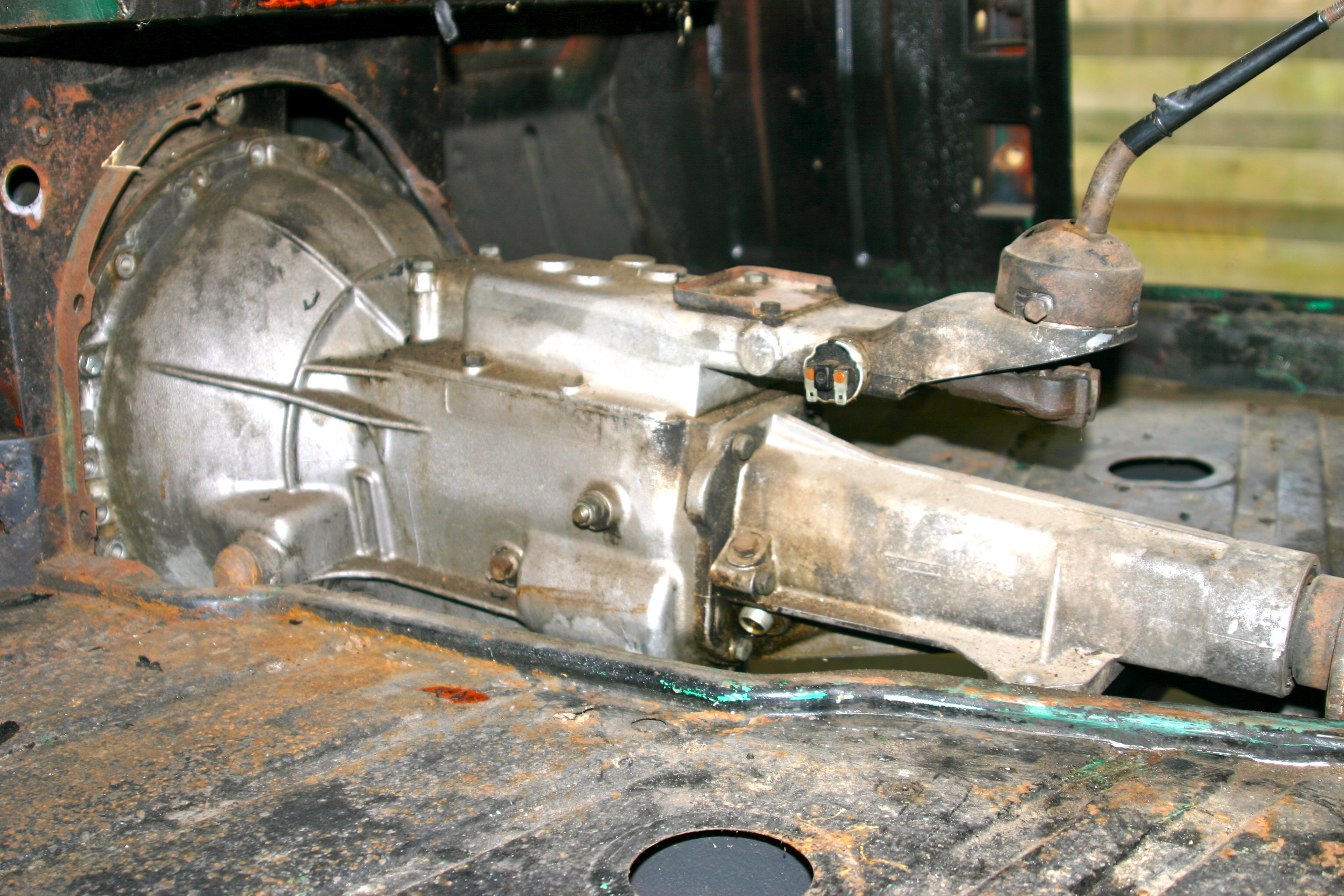
Caja de cambios manual de un deportivo Triumph

- Las cajas de cambios regulan la relación entre la velocidad y el momento de giro de un motor, por lo que se clasifican como convertidores mecánicos.[1]

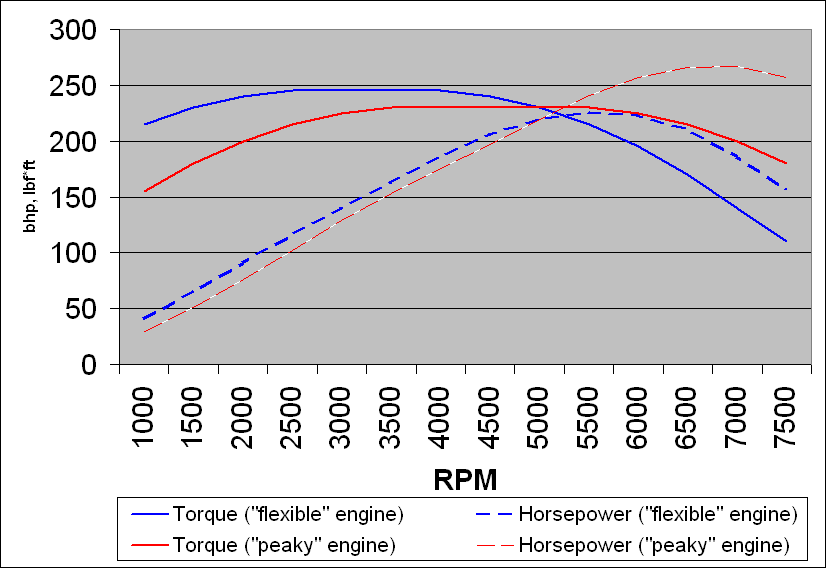
Diagrama donde se comparan las bandas de par y de potencia de un motor con gran respuesta de par y otro con un marcado pico de potencia

- La dinámica de un automóvil varía con la velocidad: a bajas velocidades, la aceleración está limitada por la inercia de la masa bruta del vehículo; mientras que a velocidad de crucero o máxima, la resistencia del viento es la barrera dominante.
- En las transmisiones habituales en los vehículos sobre ruedas, las relaciones de transmisión se suelen denominar marchas bajas (para conducción lenta) y marchas altas (cuando las ruedas giran más rápido que el cigüeñal del motor).
- Además, el motor proporciona su par y potencia más altos de manera desigual en todo el rango de revoluciones, lo que da como resultado una banda de par y una banda de potencia. A menudo, se requiere el mayor par motor cuando el vehículo se mueve desde el reposo o viaja lentamente, mientras que se necesita la máxima potencia a alta velocidad. Por lo tanto, se requiere un sistema que transforme la salida del motor para que pueda suministrar un alto par a bajas velocidades, pero también operar a velocidades de autopista con el motor aún operando dentro de sus límites. Las transmisiones realizan esta transformación.
- La multiplicación se indica mediante la relación de tamaño entre el engranaje de la transmisión más grande y el más pequeño.[2]
 Por ejemplo, una transmisión con una relación en la primera marcha de 1:4 y de 1:0,8 en la marcha más alta, implica una multiplicación máxima de 5, ya que 4/0,8 = 5.
- Al diseñar coches para un estilo de conducción determinado, se puede concebir la transmisión para que las marchas sean cortas (es decir, el motor funcione a altas revoluciones, para obtener una conducción más deportiva) o para que sean largas (con el motor funcionando a regímenes de giro menos elevados, primando la economía de combustible).
  - También existe una configuración óptima, de forma que se diseña la relación de transmisión de modo que el vehículo circulando sobre terreno llano en la marcha más alta a la velocidad nominal de giro (la que produce la potencia máxima del motor), alcance la velocidad de circulación más alta posible.
  - Si la configuración de marchas es demasiado larga, el motor no alcanza su velocidad nominal en la marcha más alta, y por lo tanto, tampoco su potencia máxima: la velocidad máxima del vehículo se alcanza a menudo en la siguiente marcha más baja. La desventaja de este diseño de engranajes es que no se optimizan las prestaciones del vehículo, y su principal ventaja es que a velocidades de circulación altas se reduce la velocidad de giro del motor, que funciona más silenciosamente y consume menos.
  - En cambio, cuando es demasiado corta, la marcha más alta es tan baja que el motor (en esta marcha) no puede entregar toda su potencia incluso a su velocidad máxima de giro: el vehículo no puede alcanzar la velocidad máxima (teórica) correspondiente a toda la potencia del motor, que sin embargo funciona en su límite de velocidad de giro. Esta configuración permite obtener brillantes valores de aceleración en automóviles deportivos y un buen rendimiento en las pendientes cuando se trata de vehículos comerciales, como camiones o tractores.
- La relación entre marchas sucesivas en las cajas de cambios a menudo se diseña bien con una proporción "geométrica", o bien en "progresión". Con la proporción geométrica, cada dos engranajes adyacentes presentan la misma relación de transmisión, que es siempre un x% más alta o más baja. En el caso de una relación progresiva, en cambio, la relación disminuye en las marchas más altas para adaptar mejor la potencia del motor a las mayores fuerzas de resistencia con velocidades elevadas (especialmente, la resistencia del aire) y lograr un comportamiento del cambio más gradual. El incremento se elige a menudo de modo que la diferencia entre las velocidades máximas en las marchas superiores sea un mismo valor dado.[3] Por ejemplo, las relaciones progresivas entre engranajes sucesivos se utilizan en vehículos rápidos porque el arrastre aerodinámico aumenta cuadráticamente con la velocidad de conducción, y tiene una influencia predominante en la potencia consumida por la resistencia del aire, que viene dada por la propia fuerza de arrastre del aire multiplicada por la velocidad de circulación, y que por lo tanto aumenta cúbicamente.

## Transmisión manual

### Historia

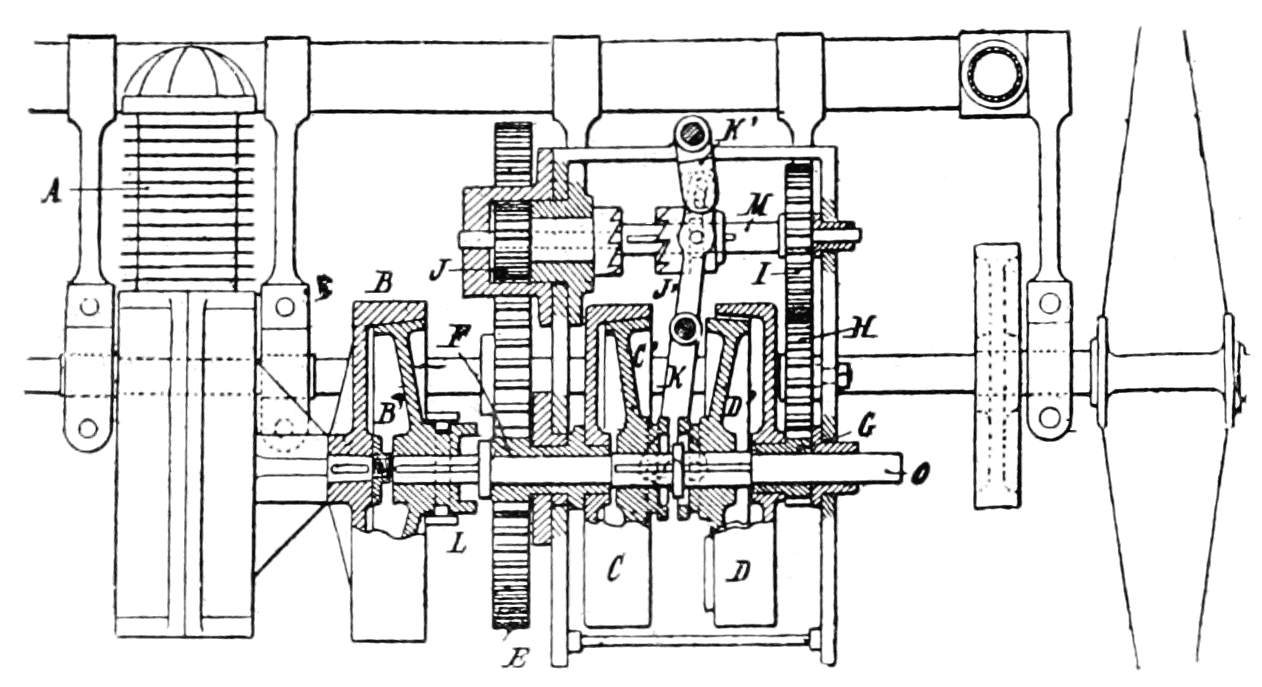
Caja de dos velocidades Cherrier, hacia 1900

Muchos de los primeros automóviles tenían motor trasero, con una transmisión por correa simple que funcionaba como un sistema de una sola velocidad. La transmisión del Panhard et Levassor de 1891 se consideró un avance significativo, ya que disponía de tres velocidades. Era un sistema asíncrono deslizante, en el que cambiar de marcha implicaba deslizar los engranajes en sus ejes para obtener la combinación deseada. Incluso después de que los automóviles de turismo dispusieran de transmisiones síncronas, muchas transmisiones para camiones pesados, motocicletas y coches de carreras permanecieron sin sincronizar para resistir fuerzas elevadas o disponer de un accionamiento del cambio más rápido.

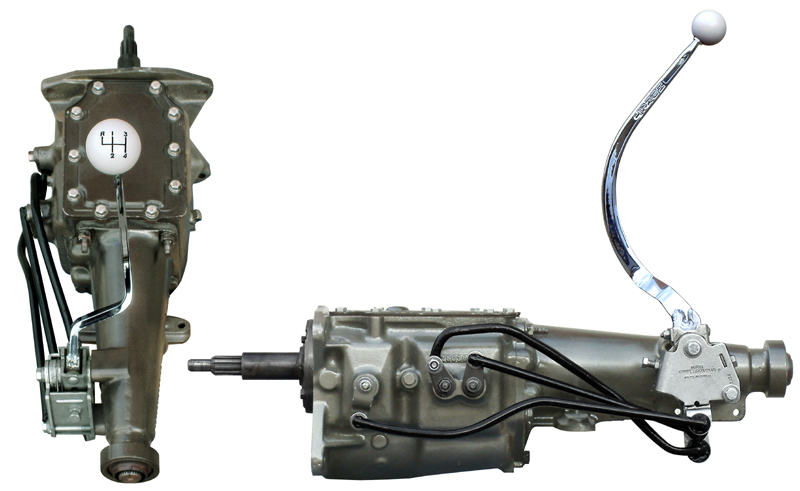
Vista superior y lateral de una transmisión manual típica, en este caso, una Ford Toploader

El primer automóvil en usar una transmisión manual con synchromesh fue el Cadillac de 1929, aunque la mayoría de los automóviles continuaron usando transmisiones no síncronas hasta al menos la década de 1950. En 1947, Porsche patentó el sistema sincronizado de "anillo dividido", que se convirtió en el diseño más común para los turismos. El Porsche 356 de 1952 fue el primer automóvil en utilizar una transmisión con sincronismo en todas las marchas hacia adelante. A principios de la década de 1950, la mayoría de los automóviles solo tenían sincronización para el cambio de tercera a segunda (los manuales del conductor en los vehículos sugerían que si el conductor necesitaba cambiar de segunda a primera, era mejor detenerse por completo de antemano el vehículo).
Hasta finales de la década de 1970, la mayoría de las transmisiones tenían tres o cuatro relaciones de marcha hacia adelante, aunque ocasionalmente se usaban transmisiones manuales de cinco velocidades en autos deportivos como el Ferrari 166 Inter de 1948 o el Alfa Romeo 1900 Super Sprint de 1953. Las transmisiones de cinco velocidades se generalizaron durante la década de 1980, al igual que el uso de sincronismo en todas las marchas hacia adelante.
Las transmisiones manuales de seis velocidades comenzaron a surgir en vehículos de alto rendimiento a principios de la década de 1990, como el BMW 850i de 1990 o el Ferrari 456 de 1992. La primera transmisión manual de 6 velocidades se introdujo en el Alfa Romeo 33 Stradale de 1967, y la primera transmisión manual de 7 velocidades se introdujo en el Porsche 911 (991) de 2012.
En 2008, el 75,2% de los vehículos producidos en Europa Occidental estaban equipados con transmisión manual, frente al 16,1% con cambio automático y el 8,7% con otros sistemas.

### Generalidades

Caja de cambios manual con ejes principales desplazados paralelamente (sin eje secundario)

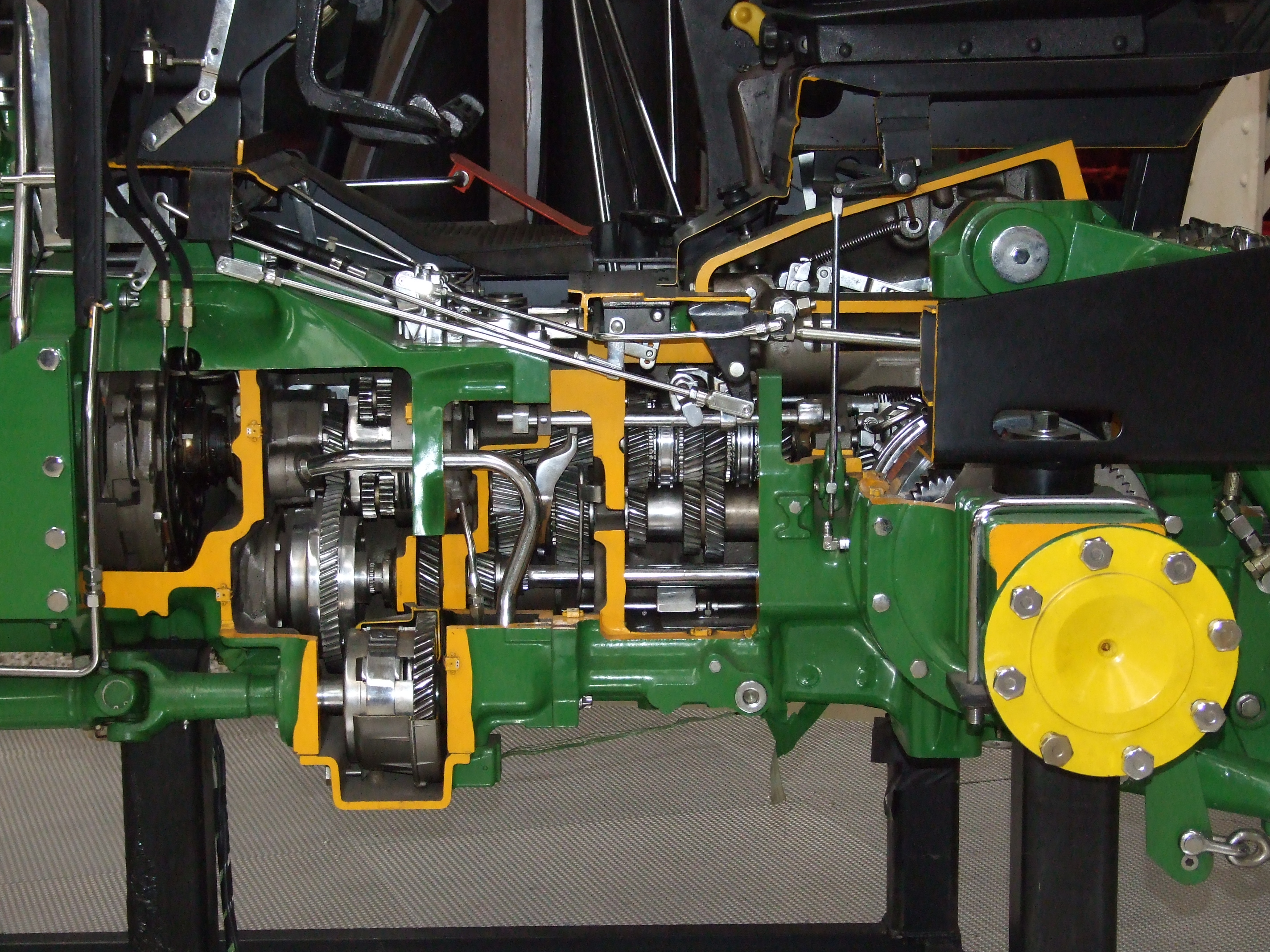
Tansmisión de un tractor con 16 marchas hacia adelante y 8 hacia atrás

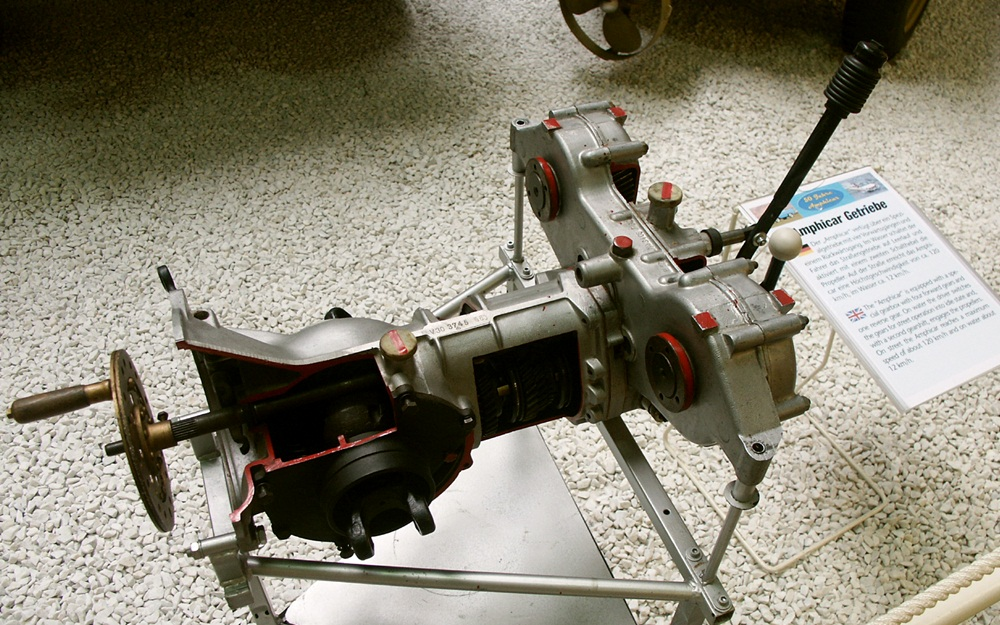
Caja de cambios seccionada de un Amphicar, con la transmisión opcional de la hélice

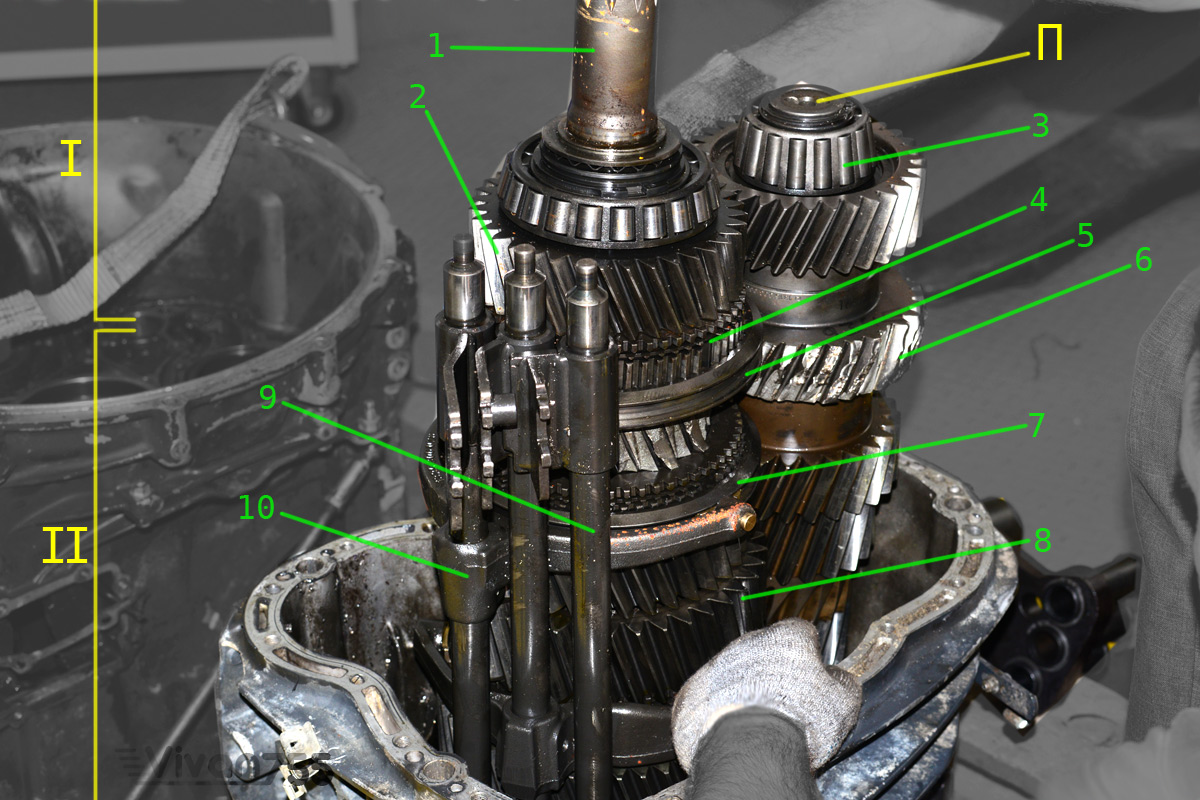
Caja ZF 16S181 de 16-velocidades (2x4x2)

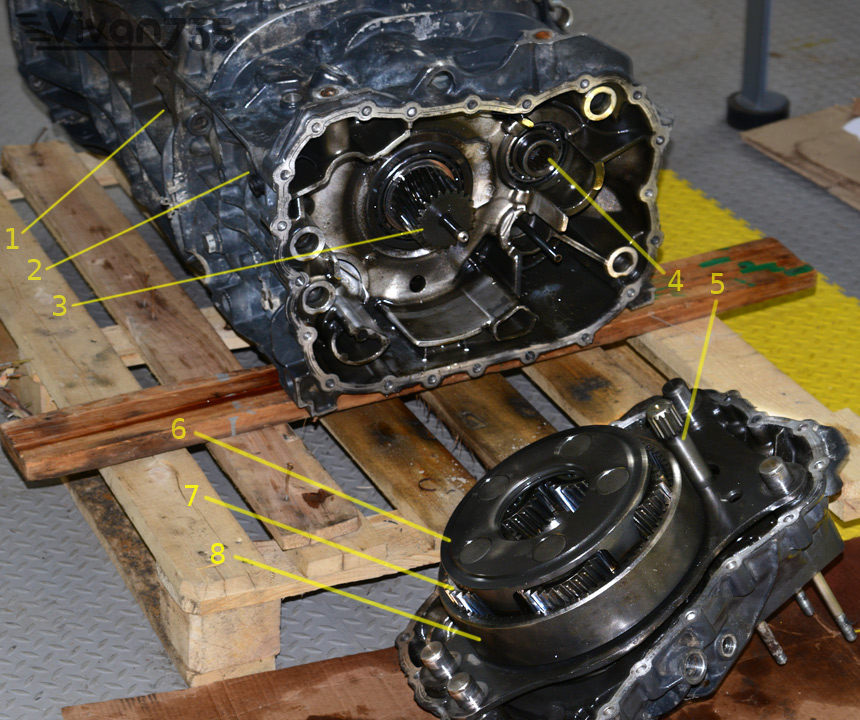
Engranaje planetario abierto de una caja 16S181 (2x4x2)

En una caja de cambios las relaciones de velocidad están formadas por pares de engranajes. La versión más común de una caja de cambios manual es la disposición de engranajes rectos. La transmisión dispone de una palanca que se utiliza para cambiar de marcha mediante un enlace mecánico, o no tan frecuentemente, usando un accionamiento por cable.
El par se transmite al eje de entrada de la caja de cambios desde el embrague a través de un orificio. La configuración más habitual es que el eje de entrada y el de salida (denominados colectivamente ejes principales) estén alineados, aunque físicamente son piezas separadas. Las coronas dentadas de las marchas individuales, que engranan con el eje de salida de la caja, están montadas en un segundo eje paralelo a los ejes principales.
Las transmisiones manuales se pueden distinguir en primer lugar por el tipo de entrada y salida:
- Si los ejes de entrada y salida son coaxiales (están alineados), la caja también cuenta con un eje secundario. Este diseño se encuentra principalmente en vehículos con tracción trasera y motores delanteros instalados longitudinalmente.
- El diseño con el eje de entrada y el de salida desplazados paralelamente se utiliza principalmente en vehículos con tracción delantera y motores delanteros instalados transversal o longitudinalmente, o en vehículos con motor trasero y tracción trasera instalados longitudinalmente/transversalmente (autobuses, algunos coches deportivos y coches pequeños).

Cuando los motores son muy largos, como en el caso de seis o más cilindros en línea (automóviles de lujo y camiones), dominan las cajas de cambios coaxiales, ya que hay suficiente espacio en el vehículo para los motores largos y una caja de cambios larga, con un diámetro pequeño.
Los diseños con ejes coaxiales suelen tener varias de las siguientes características:
- El eje principal está dividido, y consta del eje de entrada y del de salida.
- El grupo de aguas arriba, es el enlace del motor con la entrada de la caja de cambios, y transfiere la potencia al eje intermedio a través de uno o de varios pares de engranajes.
- Los ejes intermedios están conectados a su vez a varios pares de engranajes (relaciones de engranajes) en el lado de salida del eje principal.
- El grupo de aguas abajo o desmultiplicador está ubicado en la extensión del eje principal, en la salida de la caja de cambios.
- El engranaje directo conecta los ejes de entrada y de salida, sin que pase potencia a través del eje intermedio.
- Si la caja de cambios se acciona manualmente, existe una palanca selectora que controla la manera en la que se conectan entre sí el grupo de aguas arriba, el eje de engranajes intermedio y el grupo de aguas abajo.

El número de marchas total se obtiene como:
- [Número de marchas del grupo de aguas arriba] × [Número de marchas del eje intermedio] × [Número de marchas del grupo de aguas abajo].

El grupo de aguas arriba se utiliza en vehículos que necesitan muchas relaciones de transmisión, como los camiones. Para el grupo de aguas abajo, se dispone de engranajes planetarios que giran como un bloque en funcionamiento normal (relación de transmisión 1:1, sin pérdida de potencia) y solo se accionan cuando se necesita una marcha reductora en recorridos todo terreno o con pendientes pronunciadas.
Las cajas de cambio con ejes paralelos desplazados conducen la potencia desde el eje de entrada a través de etapas de engranajes hasta el eje de salida; no hay necesidad de un eje intermedio auxiliar. Sin embargo, una relación de transmisión de 1:1 solo es posible mediante un par de engranajes, por lo que la eficiencia favorable de un engranaje directo en una caja coaxial no es posible. En el sector de los automóviles de turismo, generalmente solo se requieren unas pocas marchas, de modo que el grupo de aguas arriba generalmente solo consta de un conjunto de engranajes, y no se requiere un grupo de aguas abajo.
En todas las transmisiones de vehículos, se intenta colocar la salida cerca del centro del eje imaginario de las ruedas motrices, con el fin de evitar el efecto de árboles de transmisión de diferentes longitudes y limitaciones técnicas respecto al ángulo de dirección. Cumplir este requisito es particularmente difícil con las unidades de tracción delantera y motores instalados transversalmente, aquí solo son posibles engranajes cortos, que pueden tener un diámetro ligeramente mayor. La salida al diferencial está en el lado del motor. Para hacer la caja de cambios más corta y de mayor diámetro, se suelen utilizar varios ejes de salida, cada uno de los cuales está conectado a un engranaje en el eje de salida principal a través de una rueda dentada; y cada eje de salida solo lleva parte de los engranajes.
Para cambiar de marcha, se debe interrumpir el flujo de energía. Esto se hace mediante un embrague. El conductor opera la palanca del embrague, el embrague se desacopla y se puede cambiar una marcha con la palanca de cambios y el mecanismo de cambio asociado en la transmisión (proceso de cambio). La transmisión manual sigue siendo el tipo de transmisión más común en los vehículos de motor en la actualidad.
En países como Venezuela se le conoce con el nombre de caja sincrónica. 

### Funcionamiento de un cambio manual

Caja de cambios manual coaxial de cinco velocidades:
El eje de transmisión (verde) procedente del motor impulsa el eje intermedio (rojo). Las ruedas (azules) de los engranajes 1, 2, 3 y 5 giran libremente en el eje de salida (turquesa). Los manguitos de cambio (rosas) conectan estas ruedas al eje de salida según la marcha elegida. La 4ª marcha es la "directa", sin utilizar el eje intermedio. La marcha atrás se acopla mediante una rueda deslizante (naranja) que invierte el sentido de giro

Las cajas de cambios con manguito de cambio son el tipo más común de caja de cambios en los vehículos de motor. Todas las ruedas dentadas son helicoidales y están constantemente engranadas (excepto la marcha atrás). La conexión por fricción se establece utilizando manguitos, que se empujan sobre un par de cubos de eje fijo y un engranaje suelto. Los manguitos son accionados por la palanca de cambios y determinan el flujo de energía desde el eje de entrada al eje de salida. Dependiendo del diseño de la caja de cambios (transmisión coaxial o paralela y eje de salida), la estructura puede ser diferente. A continuación, se describe a modo de ejemplo el modo de funcionamiento de una caja de cambios de tipo coaxial con manguito:
El flujo de potencia comienza desde el motor (eje de accionamiento) mediante un eje intermedio hasta el eje de salida, a través del cual se transmite la fuerza que sale de la caja de cambios. Comenzando desde la parte delantera del eje de transmisión, el eje intermedio se impulsa a través del primer par de engranajes. En las siguientes etapas de engranaje, el par se transfiere del eje intermedio a la parte trasera del eje principal y de allí a la salida. Un engranaje está firmemente conectado al eje, mientras que el otro se puede usar para cambiar una conexión positiva al eje utilizando el manguito de cambio, que se mueve mediante la palanca de cambios. Como regla general, los manguitos de cambio están ubicados en el eje principal, pero también se pueden ubicar en el eje intermedio. Acoplando directamente el eje de transmisión con el eje de salida, este se impulsa directamente (engranaje directo). En este caso, el eje intermedio corre con él, pero sin transmitir el par. El eje intermedio también funciona al ralentí, pero ninguno de los manguitos de cambio produce una conexión por fricción con el eje de salida.
Dichos cambios permiten una selección de marchas libre, al menos en teoría: se puede cambiar de cualquier marcha a cualquier otra. La marcha atrás ocupa una posición especial, e incluso en las transmisiones modernas, no se utiliza un manguito de cambio, sino un engranaje deslizante intermedio, que invierte el sentido del giro del eje de salida.

#### Cambio no sincronizado
Hasta finales de la década de 1950, los vehículos con transmisiones con manguito de cambio no sincronizadas estaban muy extendidos y los camiones continuaron usándolas hasta la década de 1980. A veces, estos engranajes también se incluyen en los embragues de garras. Si el cambio de marcha se iniciaba cuando había una diferencia de velocidad, primero había que ajustar la diferencia. Si no se cumplía esta condición, se producía un traqueteo que acompañaba al proceso de cambio. La causa era el manguito de cambio de velocidades de múltiples dientes empujado hacia el cuerpo del embrague de la rueda de engranajes, que funcionaba a diferente velocidad. Solía ser una cuestión de la habilidad del conductor evitar el ruido que se producía al cambiar de marcha.: 64 
Además de la sincronización simple descrita, también existe una sincronización forzada (también denominada sincronización de bloqueo), en la que el manguito de cambio solo se activa cuando la sincronización es correcta.

#### Cambio sincronizado
Los accionamientos de manguitos selectores modernos son mecanismos sincronizados. Los anillos de sincronización y los engranajes con cono síncrono hacen posible que la velocidad del engranaje se adapte suavemente a la velocidad del eje cuando el manguito de cambio se mueve sobre el eje y el engranaje (en marcha libre). Este proceso no reemplaza al embrague, e incluso con la caja de cambios síncrona, el flujo de potencia del motor a la caja de cambios debe interrumpirse accionando el embrague antes de cambiar.

### Otros tipos

#### Engranajes deslizantes

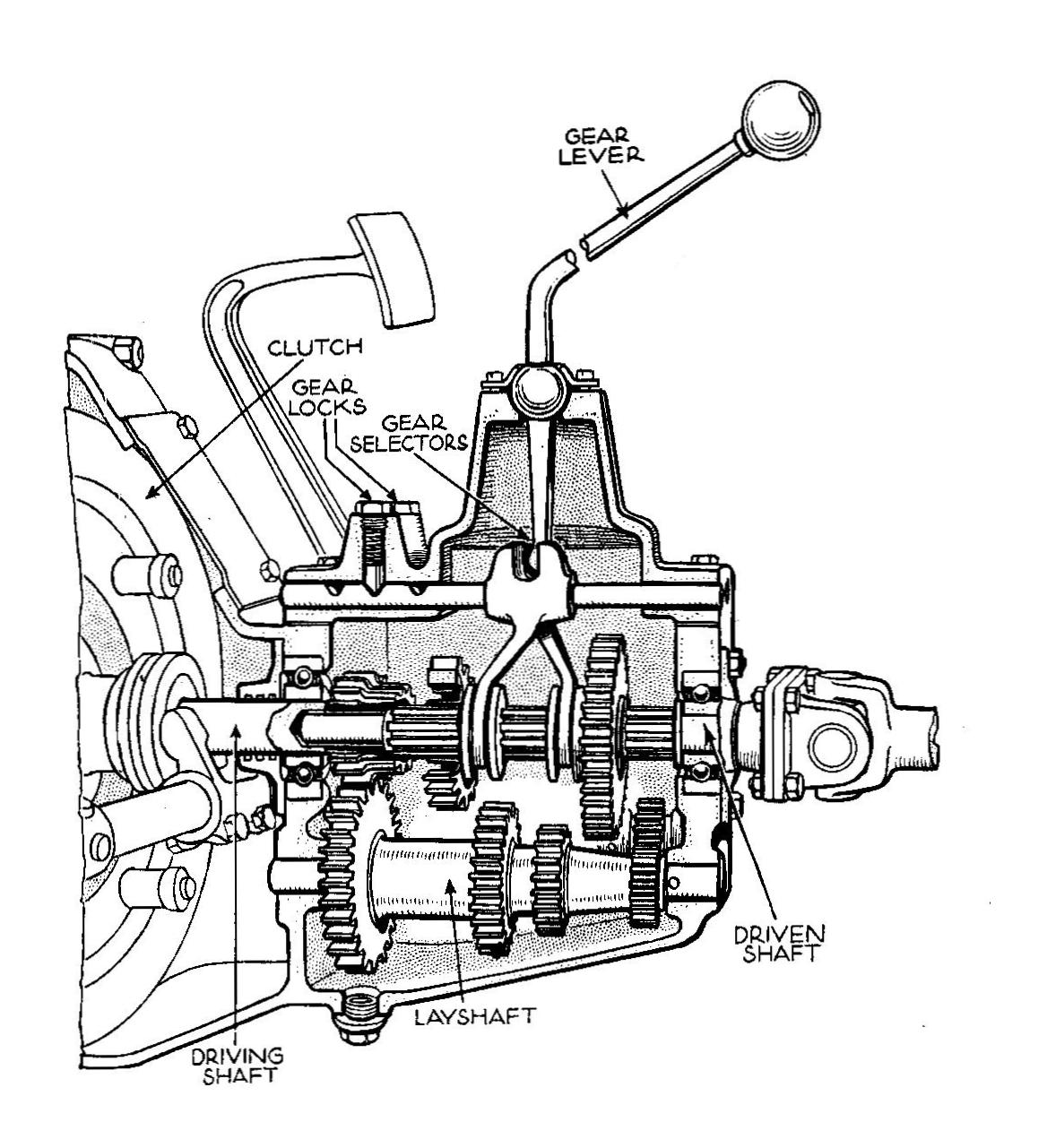
Caja de engranajes deslizantes de tres velocidades con engranaje directo: los engranajes en el eje principal (arriba) se desplazan para cambiarse con las horquillas de cambio de tal manera que una marcha se engrana en una marcha opuesta en el contraeje (abajo) o, en la tercera, el eje principal se conecta a través de un embrague de garras con la entrada de la transmisión

En las cajas de cambios de engranajes deslizantes, las ruedas dentadas son casi siempre de dientes rectos y los cubos y ejes de engranajes ranurados, por lo que no pueden girar en el eje secundario. Se desplazan en el eje durante el cambio y, por lo tanto, no engranan constantemente.
Los engranajes deslizantes básicamente no están sincronizados. Los dientes rectos dificultan el cambio de marchas sin ruido, y se requiere realizar el doble embrague tanto al subir como al bajar marchas. Además, se puede escuchar un fuerte aullido característico durante su funcionamiento. Por otro lado, los engranajes conmutados con garra o manguitos permiten el uso de engranajes con dientes helicoidales y un enganche más suave de los dientes, así como la sincronización. Forzar la introducción de una marcha puede dañar los engranajes deslizantes.
Las cajas de cambios deslizantes estuvieron muy extendidas hasta la década de 1930. Los últimos coches alemanes con un engranaje deslizante fueron algunos tipos Lloyd. También en el Volkswagen Escarabajo, la 1ª y la 2ª marchas se diseñaron inicialmente como engranajes deslizantes, mientras que la 3ª y 4ª marchas tenían dientes helicoidales de bajo ruido, con cambio de garras, que se diseñaron como pasadores redondos móviles longitudinalmente y ranuras semicirculares a juego en ejes y engranajes. Para la marcha atrás, el principio del engranaje deslizante todavía se utiliza, por lo que es relativamente difícil de acoplar y generalmente produce un sonido claramente audible.
Las cajas de cambios para vehículos de carreras, todavía se construyen como cajas de cambios deslizantes. Con las mismas dimensiones, esta configuración permite una elevada capacidad de carga debido al mayor par máximo que se puede transmitir, ya que se pueden dimensionar ejes de mayor sección. Esto es relevante para los vehículos de rally y los de la clase Cup, y debido a su peso reducido, para los turismos y los coches de carreras. El desarrollo actual en las carreras se dirige hacia transmisiones ascendentes ininterrumpidas. Los coches de carreras pierden 2-3 km/h al cambiar con una caja convencional debido a la alta resistencia del aire y al bajo peso.
Para evitarlo, las cajas de muchos coches de competición permiten engranar brevemente dos marchas al mismo tiempo. Existen varias formas de evitar los daños en la caja de cambios que esta situación podría producir: una es usar una o más ruedas libres para que cuando haya un cambio ascendente superpuesto, el engranaje de rotación más rápida de la velocidad superior supere al engranaje de rotación más lenta de la velocidad inferior. La rueda libre evita que el reductor sufra esfuerzos. La otra variante es que se engranan dos marchas al mismo tiempo durante unos milisegundos. Para permitir esto sin generar tensiones, se requiere un margen de torsión entre las ruedas dentadas y su eje. Si la marcha previamente engranada no se saca a tiempo, la transmisión se dañará. Durante las operaciones de conmutación, se pueden producir impactos muy fuertes, por lo que tales diseños no son adecuados para la mayoría de los automóviles.

#### Engranaje de cuñas
En el caso del engranaje de cuñas, la conexión por fricción no se establece mediante un manguito de cambio, sino mediante un sistema de topes escalonados. Sin embargo, los términos no siempre pueden distinguirse claramente entre sí. En algunos casos, las cajas de cambio no sincronizadas también se denominan cambios de tipo cuña o garra para distinguirlos de las transmisiones de manguito de cambio sincronizadas.
Los engranajes del eje principal y el eje intermedio o de entrada y de salida forman pares y se engranan entre sí. Un engranaje está montado permanentemente en su eje, y el otro gira libremente pero fijado axialmente. Para crear una conexión por fricción entre el eje y el engranaje que gira libremente, este se fija al eje con un embrague de empuje. Un acoplamiento de cuñas está unido al eje para que no pueda girar y sea desplazable axialmente. Se disponen perfiles de dientes en los flancos, cuyas contrapartes se encuentran en el flanco del engranaje. Para un proceso de cambio, la horquilla de cambio presiona el embrague de garras contra una marcha. Si los perfiles de los dientes encajan, el engranaje se acopla. Como regla general, los engranajes están dentados helicoidalmente, lo que permite un cambio de marcha más suave que con el engranaje deslizante anteriormente generalizado. Para mantener bajo el desarrollo de ruido y poder transmitir pares más grandes, varios dientes están engranados constantemente. Sin embargo, el engranaje helicoidal crea fuerzas axiales que deben ser absorbidas por el rodamiento, con la excepción de los dientes en espiga. Allí, la disposición helicoidal de uno de los engranajes opuestos compensa las fuerzas axiales. Se requiere una inversión de la dirección de rotación para la marcha atrás. Esto se logra con otro engranaje. Forzar las marchas puede dañar los dientes del cambio.
Con las transmisiones secuenciales de cambio de cuña, las horquillas de cambio con pasadores adecuados encajan en las ranuras parcialmente helicoidales del tambor de cambio. Cuando se gira el tambor de cambio, las horquillas mueven los engranajes hacia adelante o hacia atrás de acuerdo con la forma de la ranura, haciendo que cambien. El tambor de cambio es operado por la palanca de cambios a través de un mecanismo de trinquete. Este tipo de construcción está muy extendido entre las motocicletas.

#### Engranaje planetario
Los engranajes planetarios tienen un diseño muy compacto pero complejo. Un ejemplo de aplicación muy conocido son los cambios internos utilizados en algunas bicicletas.

## Transmisión semiautomática

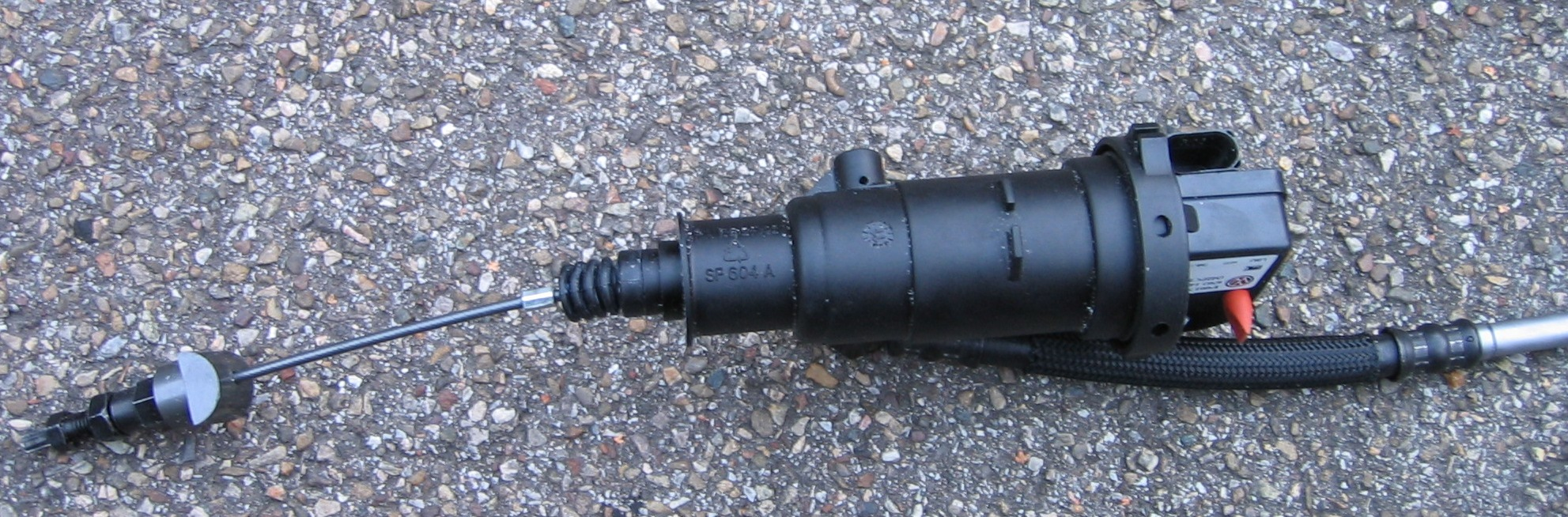
Cilindro esclavo del accionamiento hidráulico del embrague de un Lupo 3L

Las transmisiones semiautomáticas son un tipo especial de caja de cambios manual, donde no se necesita embragar cuando se cambia de marcha. Cuando se toca la palanca de cambios, el embrague se desacopla automáticamente y cuando se introduce la siguiente marcha, el embrague se acopla de nuevo. En principio, son sistemas mecánicos con un embrague de partículas magnéticas o un embrague seco de un disco de accionamiento automático.
Para transmisiones con embrague convertidor, se combina una transmisión manual convencional con un convertidor de par, que se ubica entre el motor y el embrague y permite un arranque y realizar maniobras a baja velocidad más cómodamente y sin desgaste, como en las transmisiones automáticas convencionales. Para cambiar de marcha, el conductor tiene que accionar el embrague convencional, como con una transmisión manual normal, para interrumpir el flujo de potencia y también para cambiar manualmente. A menudo, el convertidor se desactiva a partir de una determinada velocidad, de modo que el flujo de potencia se transmite totalmente a través del embrague mecánico, aumentando la eficiencia de la transmisión. Hoy en día, este tipo de construcción se utiliza principalmente en camiones de trabajo pesado o todo terreno, como el MAN gl.
En algunos vehículos se combinaron ambos conceptos (la transmisión semiautomática y el embrague convertidor).
Ejemplos de vehículos con transmisión semiautomática son el Ford 17 M, el Volkswagen Escarabajo y el Karmann Ghia, algunos DKW, el Opel Rekord F 11/12, el Auto Union AU 1000; y el Saxomat (con el sistema Olymat). Por su parte, el embrague de polvo magnético Ferlec se podía suministrar bajo pedido para el Renault 4 CV y el Dauphine. Modelos disponibles con convertidor y embrague automático eran los Mercedes-Benz 219/220 S/220 SE (Hydrak), Porsche 911 (Sportomatic), NSU Ro 80 (en toda la serie), Citroën DS y Renault Frégate (sistema Transfluide) o el Citroën CX (C-Matic). El Trabant disponía de una transmisión semiautomática llamada Hycomat.
Desde principios de la década de 1990, también ha habido transmisiones semiautomáticas sin pérdidas con sistemas de acoplamiento automático, en las que el cambio manual y el embrague de disco convencional se accionan electrónicamente-hidráulicamente, como por ejemplo en el Renault Twingo Easy, el Mercedes-Benz Clase A W168 con sistema de embrague automático (AKS), o Saab y BMW con el SMG semiautomático.

### Transmisión manual asistida
Las transmisiones manuales asistidas, también conocidas como AMT, permiten combinar una mayor comodidad de conducción mediante un control de transmisión fácil de usar, con la economía resultante de un menor consumo de combustible y emisiones reducidas debido a los programas de conducción especialmente coordinados con el control de la transmisión. La principal diferencia entre las transmisiones manuales semiautomáticas clásicas y las transmisiones de embrague doble que se tratan a continuación es que las primeras tienen solo un embrague. Su principal desventaja es la interrupción del esfuerzo de tracción: el flujo de energía debe interrumpirse brevemente durante el cambio de marcha. Su ventaja es que el embrague está acoplado en estado inactivo y solo necesita energía para abrirse, por lo que suele instalarse en vehículos especialmente económicos y ligeros.
El sistema de dos embragues presenta dos acoplamientos. Su ventaja es que cuando se abre un embrague, el otro se puede acoplar al mismo tiempo y la fuerza de tracción no se interrumpe. La desventaja es que ambos embragues están abiertos en el estado inactivo y el embrague en la rama de potencia activa debe mantenerse acoplado, generando un gasto de energía.

#### Transmisión manual asistida clásica
Una caja de cambios manual asistida (o semiautomática) es una caja de cambios convencional ampliada para incluir componentes automatizados. La diferencia fundamental con una transmisión manual convencional es que el accionamiento lo realiza un sistema formado por cilindros impulsados hidráulicamente y servomotores eléctricos que controlan los actuadores. Durante el cambio de marcha, el actuador del embrague activado separa la caja de cambios del esfuerzo de tracción, y luego el cambio de marcha calculado en la unidad de control de la caja de cambios se transmite a los actuadores, que engranan la siguiente marcha superior o inferior.
Con la transmisión manual automatizada, los cambios de marcha normalmente se pueden realizar autónomamente mediante un programa almacenado en la unidad de control (transmisiones manumáticas), aunque el conductor también puede usar el pomo del cambio en la consola central o unas levas en el volante para establecer la siguiente marcha más alta o más baja. Por otra parte, el programa de conmutación evita errores en el cambio. Por regla general, solo es posible saltarse la secuencia de forma limitada, dado que la electrónica de control solo permite determinadas operaciones de conmutación si el motor permanece dentro de un rango de velocidad admisible.
En camiones para transporte de larga distancia, este tipo de transmisiones automatizadas se utilizan desde mediados de la década de 1980, en las que el conductor preselecciona la marcha y el control electrónico de la transmisión realiza el cambio de marchas mediante cilindros de cambio electroneumáticos. Con el clásico circuito electroneumático de Daimler-Benz, por ejemplo, el conductor selecciona la 6ª marcha/baja y pisa el pedal del embrague. Esto activa la electrónica de control y comprueba si el proceso de conmutación también se puede realizar en función del régimen del motor. Si este es el caso, la electrónica de control cambia a la marcha seleccionada a través del cilindro de cambio neumático. Si se niega a cambiar porque el motor amenaza con acelerar demasiado, se lo indica al conductor mediante un tono de advertencia. Como regla general, la transmisión cambia a neutral.
Los sistemas más nuevos en camiones o autocares también cambian de forma totalmente automática, y carecen de un pedal de embrague (que en algunos modelos se puede desplegar en caso de necesidad). Los camiones modernos están equipados de serie con una caja de cambios de ocho velocidades, que generalmente se basa en una caja de cambios manual de cuatro velocidades, ampliada con un grupo adicional para disponer de un total de 16 marchas.

##### Ventajas y desventajas
Una caja semiautomática comparte la mayoría de las ventajas de una caja de cambios manual:
- Estructura mecánica relativamente simple
- Buena eficiencia, porque no hay lubricación circulante ni pérdidas por salpicaduras del aceite.
- Muchas piezas idénticas con las cajas de cambios manuales, lo que incide en su fabricación más barata

Además, ofrece otras ventajas como:
- Su diseño es compacto porque los actuadores se manejan con bajas potencias y se pueden construir de manera simple y ahorrando espacio.
- El sistema de actuadores solo está activo durante el proceso de cambio de marcha y, por lo tanto, solo consume energía en esta situación.
- Además, también dispone de las ventajas habituales de las transmisiones automáticas, como la seguridad contra el bloqueo y el exceso de revoluciones del motor, así como estrategias para un consumo óptimo, una deportividad especial o un funcionamiento más regular con el motor durante la fase de marcha en frío.

El cambio semiautomático se utiliza en algunos vehículos en lugar de una caja de cambios convencional para cumplir con las normativas de homologación especiales, ya que el programa de conmutación se puede adaptar a los procedimientos oficiales para la medición de consumos y gases de escape con el fin de que ofrezca mejores resultados de medición que con un cambio manual. Esto permite que el vehículo se homologue con una mejor calificación de eficiencia, aunque en la práctica puede generar un mayor consumo o una menor capacidad de aceleración para el cliente final, lo que en realidad se debe a una reducción de las posibilidades técnicas del sistema de transmisión.
Sus principales desventajas son:
- Pérdida de tracción durante el proceso de cambio.
- Tiempo de conmutación prolongado (para el modo automático).

Esto se traduce en ciertas sacudidas durante el proceso de cambio de marcha, especialmente en aceleraciones fuertes. Para evitarlo, los sistemas más nuevos utilizan un segundo eje secundario, en el que se puede preparar el proceso de cambio para la respectiva marcha adyacente, como con el sistema de embrague doble, de modo que la interrupción de la potencia de tracción durante la liberación del embrague se reduce notablemente (por ejemplo, a 50 ms con el ISR de Graziano en el Lamborghini Aventador).
Las primeras cajas de cambios automáticas con actuadores hidráulicos utilizadas en vehículos producidos en serie fueron en el BMW M3 en 1997, en el que la caja de cambios clásica existente se actualizó a una caja de cambios automatizada utilizando un sistema hidráulico, y el Smart Fortwo de 1998, que fue el primer vehículo en tener una caja de cambios automatizada operada mediante un motor eléctrico. La característica especial del Smart era que solo se fabricaba con transmisión automática, y la variante operada manualmente solo estaba disponible modificando el software de control de la transmisión. Una unidad con cambio manual se puede modificar fácilmente a automática cambiando el software. Ambas transmisiones fueron desarrolladas por Firma Getrag.

##### Uso

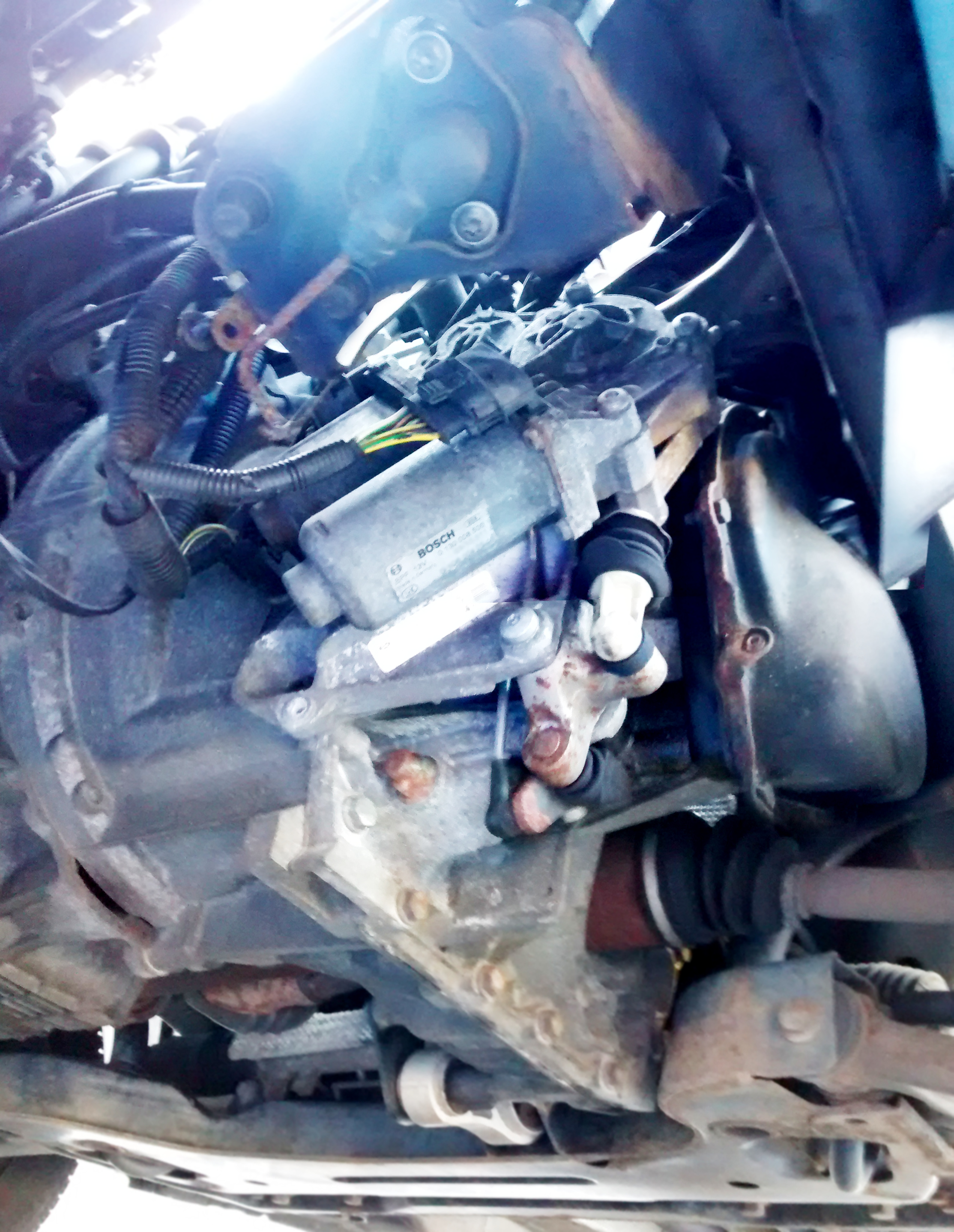
En el Ford Fiesta con "Durashift-EST", motores eléctricos de corriente continua ajustan las marchas de la transmisión manual, y el embrague se acciona hidráulicamente

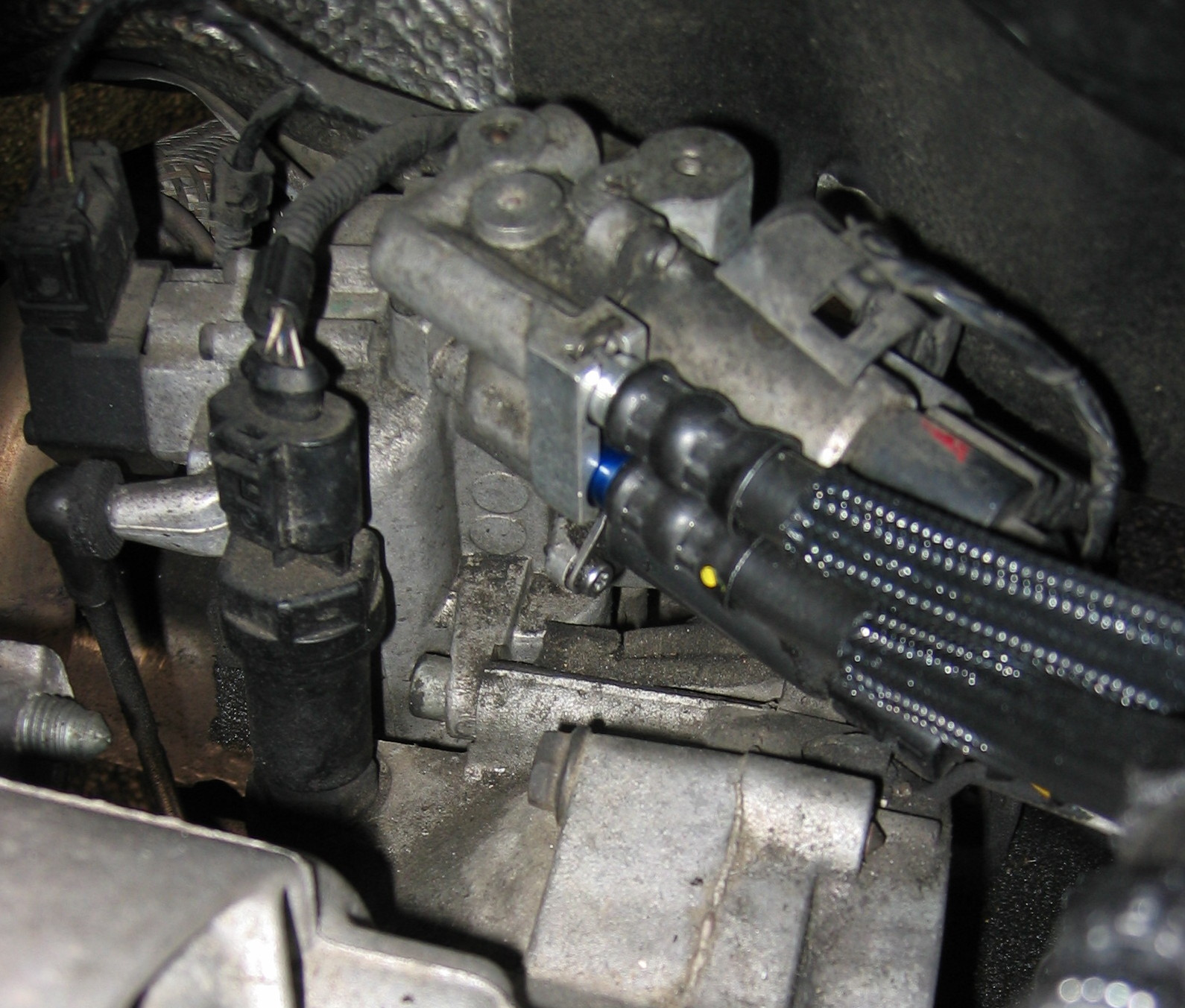
Selector de marchas de accionamiento hidráulico en un Volkswagen Lupo 3L

Debido a su gran eficiencia, la caja automática-manual es una variante de equipamiento popular, especialmente en automóviles pequeños como por ejemplo en el Audi A2 1.2 TDI, el Opel Corsa o el Smart. El VW Lupo 3L estaba disponible exclusivamente con esta opción, aunque las cajas de cambios con una proporción relativamente alta de fallos y muy caras de reparar influyeron negativamente en la demanda del vehículo.
Varios fabricantes de automóviles ofrecen transmisiones manuales automatizadas con diferentes nombres comerciales:
- Alfa Romeo: Selespeed
- BMW: SMG
- Citroën: SensoDrive, EGS, EGS6 (Cambio de Marcha Electrónico), ETG6
- Fiat: Dualogic
- Ford: Durashift-EST (Tecnología de Cambio Electrónica)
- Honda:  i-Shift
- Lamborghini: e-Gear e ISR (Cambio de Levas Independientes)
- Lancia: DFN (Dolce Far Niente, en italiano, despreocupado nada que hacer)
- Mercedes-Benz: Sprintshift
- Mitsubishi: Allshift
- Opel: Easytronic
- Peugeot: 2-Tronic, EGS6
- Renault: Quickshift (Cambio rápido)
- Smart: Softtip + Softtouch, en los modelos más nuevos también Softip + Softouch
- Toyota: MMT (Cambio Multi Modo)
- Volkswagen: Shiftmatic (SMC)

#### Transmisión de embrague doble
Una variante de la caja de cambios automátizada es la caja de cambios de doble embrague. Consta de dos subtransmisiones con embragues asociados. Una parte de la transmisión lleva las marchas pares, y la otra las impares. La marcha atrás se puede asignar a ambas subtransmisiones. Antes de cambiar, la siguiente marcha más alta se acopla en la rama sin carga al acelerar o la siguiente marcha más baja al desacelerar. Entonces se cierra el embrague del engranaje sin carga y al mismo tiempo se abre el del otro. Esto significa que el cambio puede tener lugar sin interrumpir la fuerza de tracción. El tiempo que se tarda en cambiar de marcha depende únicamente de la rapidez con la que se abren y cierran los embragues.
Este sistema también se conoce como "caja de cambios de cambio directo", nombre también abreviado como DSG, DKG, PDK, DCT o TCT.

##### Ventajas y desventajas
Las principales ventajas del sistema de dos embragues son:
- Cambio sin interrupción de la fuerza de tracción, pero solo en marchas adyacentes (no es posible saltarse la secuencia)
- Cambios de marcha muy rápidos, también con accionamiento manual (apto para uso en competición)
- Buena eficiencia en comparación con las transmisiones de convertidor automático sin bloqueo del convertidor de par
- Requisitos de espacio favorables para vehículos con motores instalados en la parte delantera[30]
- Muchas piezas idénticas con respecto a las cajas de cambio manuales, lo que conduce a limitar los costes de mantenimiento
- Las ventajas habituales de las transmisiones automáticas, como la seguridad contra el bloqueo y el exceso de revoluciones del motor; así como estrategias para obtener un consumo óptimo, una deportividad especial o un funcionamiento respetuoso con el motor durante la fase de marcha en frío.

La desventaja en comparación con el sistema automático-manual es el consumo de energía (a menudo permanente) necesario para mantener cerrado el embrague en la rama de potencia.
Por sus propiedades, los sistemas de dos embragues compiten con los cambios convencionales con convertidores y engranajes planetarios.

##### Usos
Originalmente desarrollado por Porsche para la competición en la década de 1980, Volkswagen y Audi fueron los pioneros en el uso de esta tecnología en su producción a gran escala, alcanzando un liderazgo tecnológico en el mercado. Una transmisión de dos embragues se ha producido en serie en las clases Golf y Passat desde 2002 (6 velocidades, el proveedor del embrague húmedo es BorgWarner). La designación interna de VW es DQ250 (acrónimo de embrague doble - instalación transversal - 250 N·m, aunque puede transmitir 320 N·m de par motor).
En los años siguientes, VW presentó un sistema de 7 velocidades con la designación interna DQ200 (para el Polo y el Golf pequeño). LuK suministra un embrague doble seco para esta transmisión.
En 2009, el primer sistema de embrague doble desarrollado especialmente para Audi con la designación DL501 salió al mercado con el Audi Q5. En esta caja de cambios se volvió a utilizar un embrague doble húmedo de origen BorgWarner. Las siglas DL501 significan embrague doble - instalación longitudinal - 500 N·m, y se comercializó gradualmente en los modelos A4, A5 y A6.
El DQ500 (DCT de 7 velocidades) para la furgoneta VW T5 apareció en otoño de 2009, y también estuvo disponible en el Tiguan desde junio de 2010. El embrague húmedo fue desarrollado y fabricado por la factoría de VW de Kassel, siendo la primera vez que se utilizó un embrague doble desarrollado por la compañía. Todas las variantes (DQ200, DQ250, DQ500 y DL501) también eran producidas en Kassel.
Desde julio de 2008, Porsche ofreció la transmisión PDK de 7 velocidades para el 911 desarrollada por ZF. También estaba disponible bajo pedido para el Boxster y el Cayman. Así mismo, se añadió al Porsche Panamera desde septiembre de 2009 y al Turbo desde octubre de 200.
Una transmisión de doble embrague con siete marchas hacia adelante diseñada por Magna PT ha estado disponible desde marzo de 2008 para el BMW M3. Ford, Mitsubishi, Ferrari, Mercedes-Benz y Volvo también ofrecieron modelos con transmisiones de doble embrague de Getrag desde 2008.
Por primera vez, se instaló un embrague doble en una motocicleta de serie en el verano de 2010: una Honda VFR1200F.

#### Caja de cambios secuencial

Operación de una transmisión manual secuencial típica de 4 velocidades, de uso común en motocicletas y automóviles

Las transmisiones secuenciales no se pueden cambiar a voluntad, solo se puede cambiar a la siguiente marcha más alta o más baja inmediatas, es decir, la siguiente en la secuencia. No es posible saltarse uno o más pasos. Una transmisión de este tipo se puede encontrar, por ejemplo, en el Smart Fortwo y en muchas motocicletas. Las cajas de cambios de doble embrague también se operan siempre secuencialmente, y experimentan una interrupción en la potencia de tracción al saltar una o dos marchas.
Los engranajes de cuña, como los engranajes deslizantes, tienen ruedas dentadas fijas. Se utilizan principalmente en máquinas estacionarias y vehículos ligeros. Con la transmisión de cuña deslizante, una chaveta se mueve longitudinalmente en un eje ranurado al cambiar de marcha y la marcha respectiva se bloquea con un ajuste positivo. Se utilizan en ciclomotores y en motocicletas por marcas como DKW, Simson y Zündapp, también en motocicletas de dos tiempos de hasta 250 cm³ de cilindrada y en el pequeño automóvil Janus, así como en la caja de cambios con preselector operada electromagnéticamente Selectromat del Goggomobil.
Las cuñas de cambio se eliminan en la caja de cambios de engranajes cónicos. Un cono está unido a una varilla dentro del interior hueco, que empuja las bolas hacia afuera a través de los orificios en el eje intermedio de las ruedas dentadas, lo que asegura el ajuste de forma entre el eje y la rueda dentada.

## Transmisión automática

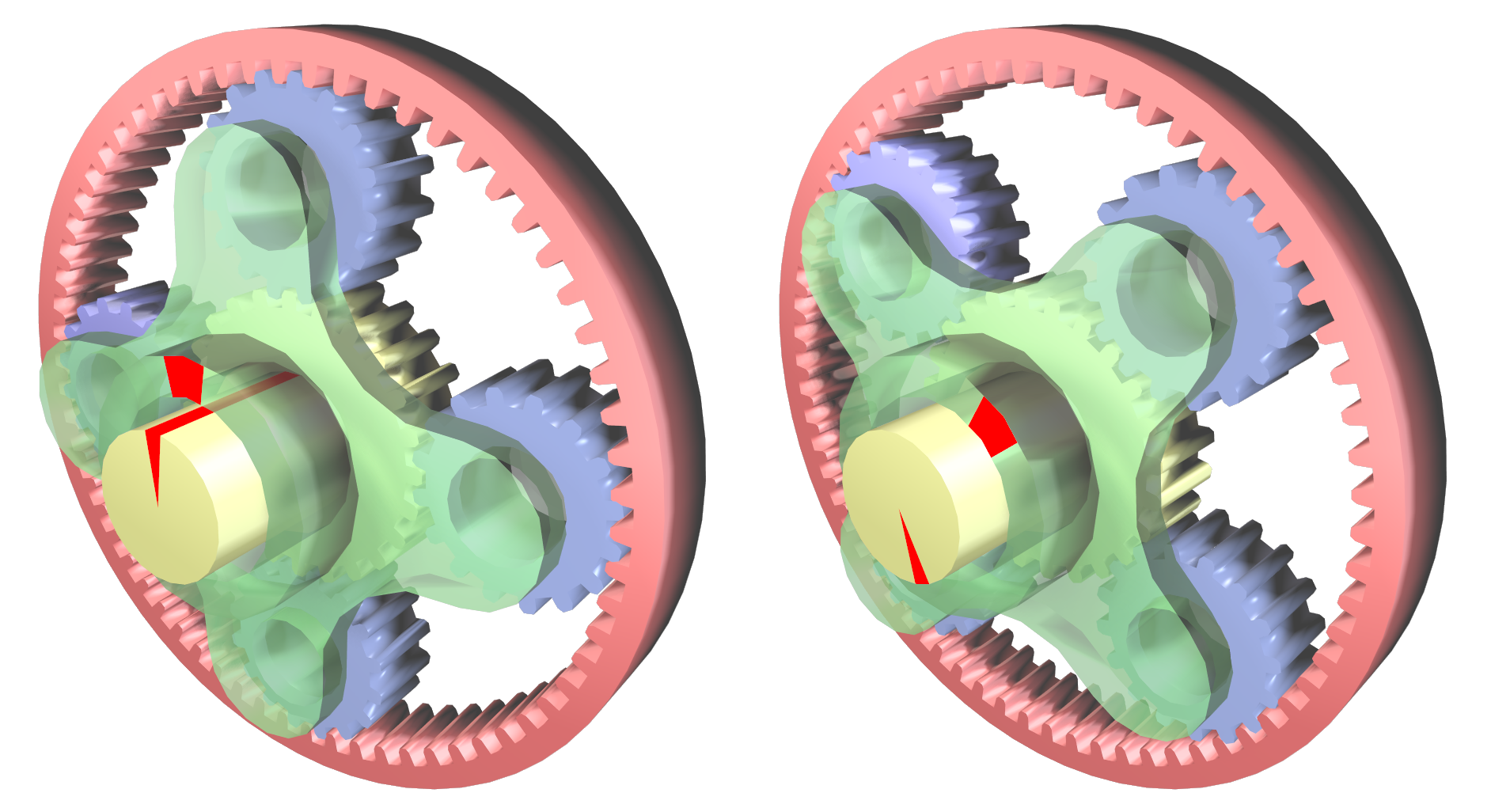
Engranaje planetario, usado en las transmisiones automáticas

### Historia
A finales de la década de 1920, la empresa británica Daimler desarrolló un cambio asistido, que consistía en la combinación de una caja de cambios con conjuntos de engranajes planetarios acoplados a partir del concepto ideado por el inglés Walter Gordon Wilson de un acoplamiento hidráulico, basado a su vez en las ideas del alemán Hermann Föttinger. El preselector automatizado comenzó a ser utilizado principalmente en los autobuses de dos pisos británicos de 1930, que incluían un volante de inercia para aportar la energía necesaria para accionar el cambio. Las marchas se seleccionaban mediante un sistema de aire comprimido controlado por una pequeña palanca selectora (el preselector)) situada en la columna de dirección, combinada con el pedal izquierdo del embrague. Este accionamiento era considerablemente más fácil y no requería el esfuerzo físico necesario para cambiar de marcha utilizando el doble embrague a través de un enlace mecánico, el sistema habitual hasta entonces. La Associated Equipment Company (AEC) utilizó el preselector con volante de inercia fluido para los miles de autobuses (por ejemplo, los AEC Regent III = RT) del London Passenger Transport Board (LPTB) y de su sucesor, el London Transport Executive (LTE).

### Funcionamiento

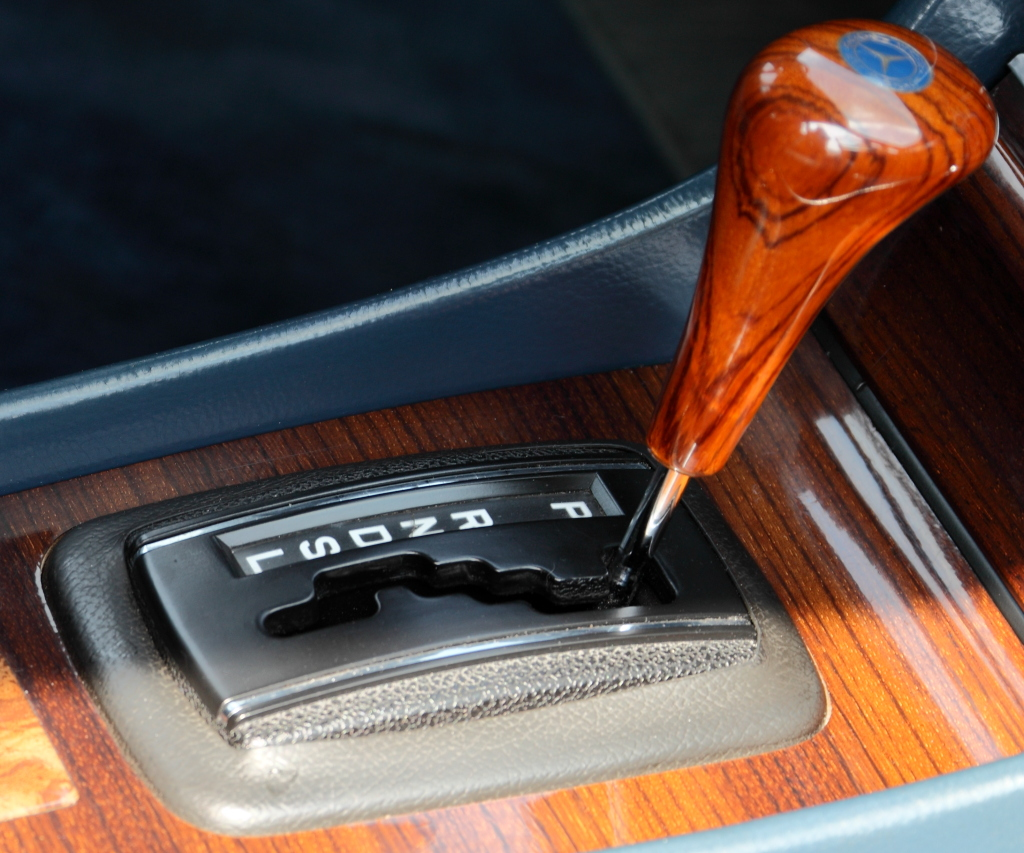
Palanca selectora de una caja automática

Es habitual que la palanca selectora con las opciones de ajuste esté situada en el túnel central del suelo del vehículo. Las opciones suelen ser:
P: Posición de estacionamiento (Parking en inglés), con bloqueo mecánico de la caja que impide el desplazamiento del vehículo
R: Reversa, marcha atrás
N: Neutro, inactivo
D: Conducción (Drive en inglés), avance con selección automática de marchas
En las transmisiones automáticas generalmente se cumple esta secuencia, ya que existen normativas legales que la exigen en algunos países, como por ejemplo en los Estados Unidos.
Algunas transmisiones ofrecen más pasos de marcha y, a menudo, disponen de un modo manual, como por ejemplo:
M o S en combinación con + y - : Transmisión automática con un dispositivo de cambio manual en un segundo recorrido o con elementos de control. El conductor puede realizar una preselección manual para intervenir en el control de la transmisión y seleccionar una marcha más alta o más baja.

### Uso en Europa Occidental
En una comparación internacional, el porcentaje de automóviles equipados con transmisión automática en Europa Occidental está muy por debajo de los valores porcentuales en países como Estados Unidos y Japón. Esto se debe a ciertas desventajas en comparación con la caja de cambios manual (aunque algunas prácticamente ya han sido superadas), como una menor aceleración (si no hay aumento de par), menor velocidad máxima, mayor consumo, respuesta retardada al comienzo de una maniobra de adelantamiento, mayor precio en comparación con una caja de cambios manual (no común en todos los mercados), determinadas condiciones del tráfico y la imagen a veces poco deportiva de la caja automática, que rara vez se encuentra en el automovilismo de competición en la forma clásica del convertidor con engranaje planetario.
Según un estudio sueco, el uso de una transmisión automática reduce el número de errores de conducción en los ancianos, mientras que no existe tal correlación entre los conductores de mediana edad.
En Alemania, las transmisiones automáticas fueron mucho menos comunes que las transmisiones manuales durante mucho tiempo. En el pasado reciente, esta proporción se ha inclinado a favor de las transmisiones automáticas: mientras que en 2010 solo el 27 por ciento de los automóviles nuevos fabricados en Alemania estaban equipados con una transmisión automática, esta cifra aumentó al 48 por ciento en 2018. Como la primera gran marca alemana, Mercedes-Benz anunció en 2020 que en el futuro prescindiría por completo de las transmisiones manuales al desarrollar nuevas generaciones de vehículos.

### Transmisión automática con convertidor

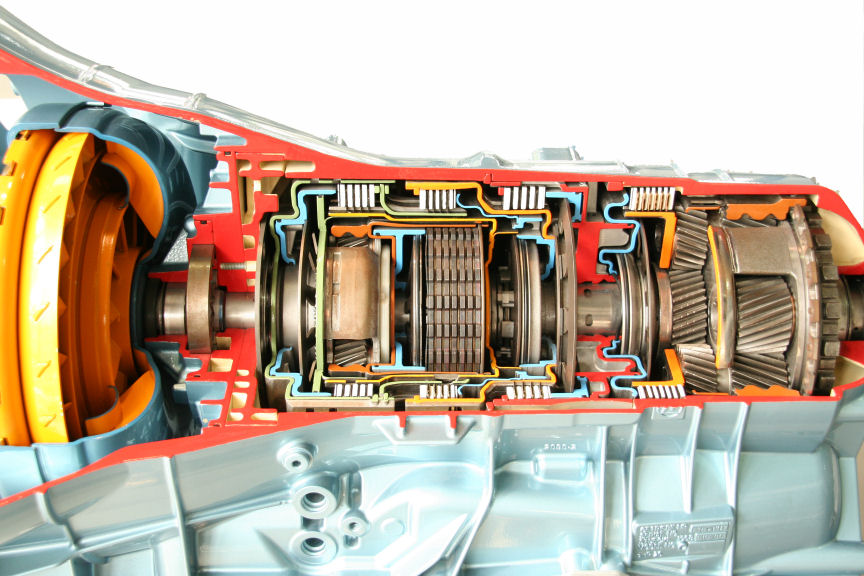
Transmisión automática de 6 velocidades ZF 6HP26 para potencias de hasta, la entrada de la transmisión (lado del motor) está a la izquierda del convertidor (amarillo)

Una transmisión automática con convertidor difiere en estructura de una transmisión manual principalmente en los siguientes puntos:
- Las relaciones de transmisión se logran mediante una combinación de engranajes planetarios (véase también caja de cambios Lepelletier, teorema de Wilson, teorema de Ravigneaux y teorema de Simpson)
- Los elementos de sincronización son (a diferencia del sistema de dos embragues y del cambio automático-manual) embragues multidisco, frenos multidisco, ruedas libres o bandas de freno (ya obsoletas)
- Un embrague hidráulico (convertidor de par, o convertidor de velocidad puro, ya obsoleto) o un convertidor Trilok sirven como elemento de arranque

#### Ventajas y desventajas
Las principales ventajas de una transmisión con convertidor son:
- Sin interrupción de la tracción
- Arranque casi sin desgaste
- El convertidor amortigua las vibraciones en el tren de transmisión
- El par proporcionado por el motor se incrementa según la velocidad diferencial entre la bomba y la turbina del convertidor (hasta el doble de aumento de par)
- El convertidor puede equiparse con un embrague, con el que se puentea el circuito hidráulico si el bajo régimen de giro hace que se reduzca drásticamente la eficacia del convertidor; las vibraciones más altas a velocidades bajas del motor se reducen mediante un amortiguador
- Debido a los llamados cambios de marchas superpuestos, los cambios de marchas apenas se notan
- Alta densidad de par y diseño compacto gracias a los juegos de engranajes planetarios

Las desventajas más conocidas son:
- Eficiencia inferior y desventaja de consumo, algo que se ha compensado en gran medida en las transmisiones automáticas modernas
- No es posible remolcar el vehículo con un eje motriz rodando en todos los modelos y, de ser así, solo es conveniente en distancias cortas. De lo contrario, se pueden producir daños en la transmisión debido a la falta de lubricación. Excepcionalmente, este problema no se produce si el diseño dispone de una segunda bomba de aceite accionada mecánicamente en el eje motriz (como en los Mercedes más antiguos)
- Costes elevados, debidos a la necesidad de adoptar en la producción tolerancias estrictas en la caja de control hidráulico

En casos excepcionales, los juegos de engranajes planetarios no se utilizan con transmisiones automáticas, como por ejemplo, en las cajas de cambios Hondamatic y con la transmisión automática del Mercedes-Benz Clase A (W168). La estructura de dicha caja de cambios es similar a la de una caja de cambios manual. La principal característica distintiva es que, en lugar de sincronizadores y manguitos de cambio, disponen de un embrague multidisco independiente para cada etapa de marcha de la transmisión automática.
La conexión de bloqueo por fricción de los conjuntos de engranajes planetarios individuales con los ejes de entrada y de salida se realiza mediante embragues multidisco. Su funcionamiento viene predeterminado mediante un programa de conducción y conmutación en la unidad de control. El control de la transmisión hasta finales de los años 1980 se realizaba hidráulicamente. En la actualidad (a partir de 2016), se realiza electrónicamente y el accionamiento de los embragues se realiza mediante válvulas hidráulicas controladas eléctricamente.

#### Funciones y control

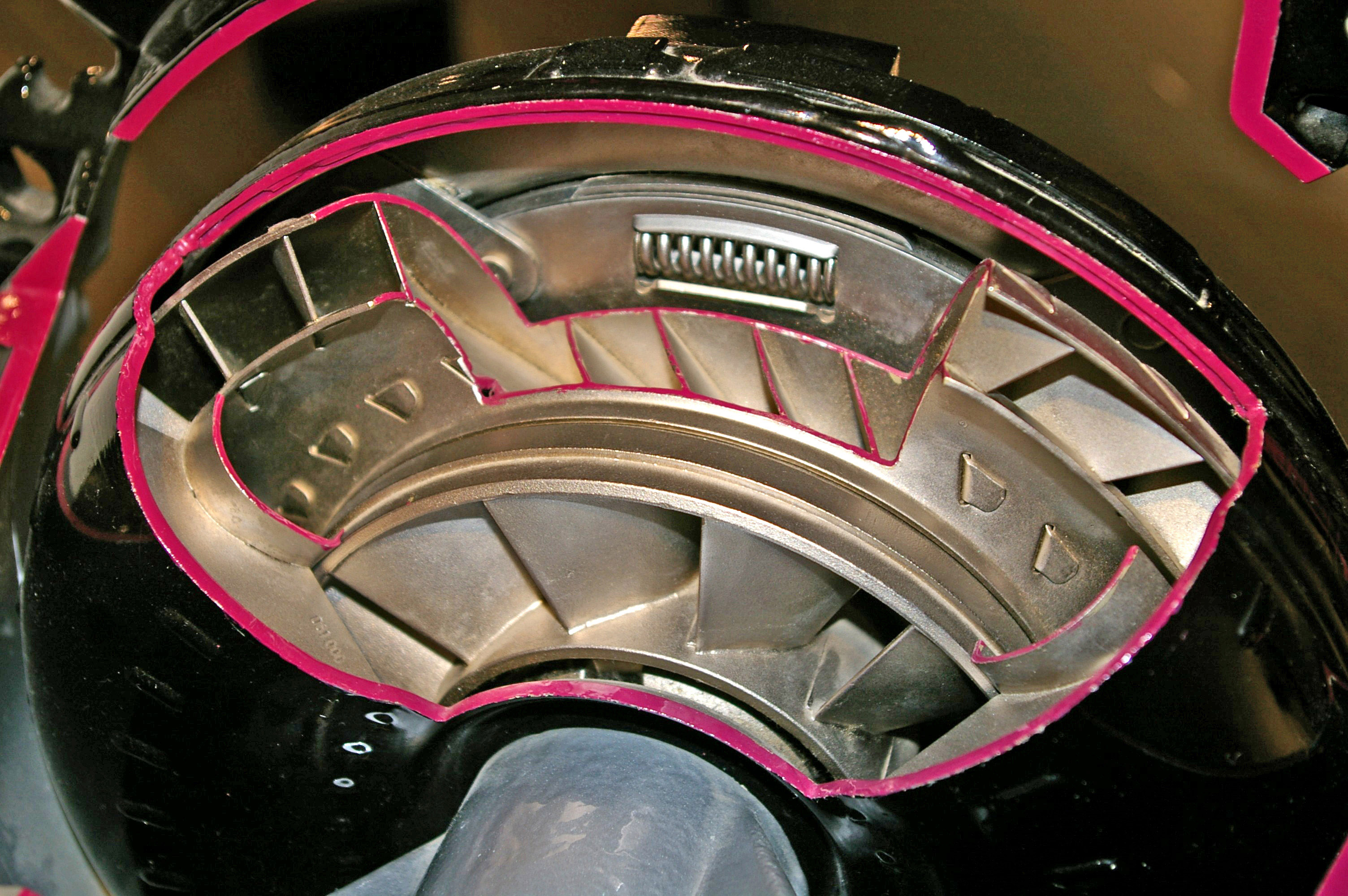
Convertidor de par con la carcasa seccionada

En el convertidor de par, parte de la potencia del motor se transfiere al aceite en forma de calor por fricción debido al deslizamiento. Para reducir la pérdida de eficiencia asociada, las transmisiones automáticas con convertidor a menudo están equipadas con un embrague de bloqueo que permite la conexión mecánica directa por fricción después de arrancar o cambiar de marcha.
Además, se requiere energía para generar la presión hidráulica mediante una bomba de presión de aceite. Los embragues de placas múltiples inactivos que no se requieren en la etapa acoplada causan pérdidas de arrastre adicionales porque los embragues están abiertos. Debido a estas pérdidas por arrastre, el consumo de combustible es mayor en comparación con un vehículo equipado con transmisión manual que por lo demás sea igual. Las transmisiones automáticas modernas ofrecen un embrague de bloqueo del convertidor de par desde la primera marcha para reducir este consumo adicional de combustible. Una reducción adicional en el consumo es posible gracias al desacoplamiento estacionario, que cambia la transmisión al ralentí cuando el vehículo está parado y el freno de servicio está activado, evitando así pérdidas de arrastre a través del convertidor. Los inconvenientes de consumo del sistema automático suelen ser poco evidentes en el consumo estándar, a diferencia del consumo que se produce en el tráfico rodado normal, ya que los puntos de cambio de marcha están adaptados a los ciclos estandarizados.
Un cambio de nivel tiene lugar desconectando un elemento de conmutación y conectando simultáneamente el elemento de conmutación al siguiente nivel superior o inferior. El segundo elemento de cambio asume así el par de la primera pieza hasta que el segundo elemento de cambio asume todo el par al final del cambio. El lapso de tiempo para este proceso está en el rango de milisegundos de dos a tres dígitos. Desde la introducción de los controles de transmisión electrónicos a finales de la década de 1980, se envía una "solicitud de reducción de par" a la unidad de control del motor para proteger la transmisión de sobrecargas y/o lograr una mejor calidad de cambio. Esto también se ha hecho a través del Bus CAN desde finales de la década de 1990, con lo que se logra que el control del motor reduzca el par motor durante el cambio. Otro medio de aumentar la calidad del cambio es abrir el embrague del convertidor en determinadas situaciones de cambio. Los cambios de marcha entre las hasta ocho relaciones de marcha son muy suaves. El hecho de que el flujo de potencia no se interrumpa por completo debido al diseño también conduce al conocido "arrastre" de los vehículos con una transmisión automática acoplada siempre que no esté en ralentí. Este arrastre puede ser muy útil al maniobrar.
Con el control electrónico, por ejemplo con el EGS, se logran otros efectos: a niveles de velocidad bajos, ahora es común limitar el par del motor. Como resultado, los embragues de la transmisión automática se pueden diseñar más pequeños y el resto del tren de transmisión debe diseñarse para un par menor, lo que lo hace más liviano y económico. Si se pisa el freno y el pedal del acelerador al mismo tiempo, el sistema de control evita que el motor genere tensiones en el tren de transmisión, lo sobrecargue y sobrecaliente el convertidor. Durante el kick-down (acelerado rápido), el deslizamiento de las ruedas se controla junto con el ASR. Cuando una rueda gira, se controla mediante el frenado. Si todas las ruedas motrices patinan, la potencia del motor es limitada.
La función kickdown (over throttle o "sobreaceleración") ya se podía encontrar en las primeras transmisiones automáticas de convertidor con control puramente hidráulico. Además del mero acelerador, se envía una señal al control de la transmisión automática presionando el interruptor kickdown junto al pedal del acelerador. El cambio automático cambia a la marcha con la mejor aceleración posible y lleva el motor a altas velocidades. El uso de este sistema es particularmente útil al adelantar.
Al cambiar hacia abajo, el principio de múltiples cambios descendentes se utiliza en cajas de cambios automáticas más complejas: el proceso de cambio se lleva a cabo a través del cambio rápido. De esta forma, se pueden saltar varios pasos de marcha para recuperar la aceleración máxima. Un programa de conmutación que se puede seleccionar en vehículos modernos generalmente se superpone con la señal del kickdown. Una vez finalizada la señal de sobreacelerar, la transmisión cambia a la marcha energéticamente más correcta.

#### Seguridad
Los vehículos con transmisión automática con convertidor solo pueden remolcarse distancias cortas o no remolcarse si el eje motriz está rodando, según el fabricante. En la mayoría de las cajas de cambios, cuando el motor no está funcionando, la bomba de aceite no se acciona, por lo que no se garantiza una lubricación adecuada. Una excepción a este problema son las transmisiones de convertidor automático con una bomba de aceite secundaria adicional en la salida de la transmisión, por ejemplo, en las transmisiones de convertidor automático más antiguas de Mercedes-Benz.
En la década de 1980 se produjeron problemas de seguridad con los supuestos "vehículos autónomos", es decir, vehículos que podían llegar a desplazarse involuntariamente. En los Estados Unidos aparecieron informes de televisión que afirmaban que algunos vehículos - especialmente modelos Audi - se habían puesto en movimiento inesperadamente a pesar de que se aplicaron los frenos. No se llegó a una aclaración final, aunque como resultado de esta polémica, se establecieron algunas funciones de seguridad:
- La llave de encendido solo se puede quitar en la posición "P", lo que evita que el bloqueo del volante se active cuando el vehículo está rodando.
- El motor solo se puede arrancar en la posición "P" y/o "N". No es posible rodar cuando el motor arranca.
- Para salir de la posición "P", se debe aplicar el freno. Con algunos fabricantes, esto también se aplica a la posición "N" (solo cuando el vehículo está parado). Esto obliga al conductor a presionar el pedal correcto al arrancar, con el fin de evitar confundir el pedal del acelerador con el del freno.

Con la proliferación de estas precauciones en los vehículos nuevos, el problema del autodesplazamiento ha desaparecido. Mientras tanto, se han instalado más elementos de seguridad. Con algunos sistemas automáticos, por ejemplo, el motor apenas se revolucione si se pisa el pedal del freno. Esto evita que el tren de transmisión reciba tensiones y el convertidor se sobrecaliente.

### Transmisión variable continua

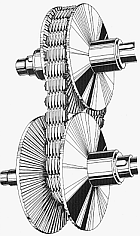
Principio de funcionamiento de una transmisión variable continua

- La transmisión variable continua utiliza cajas de cambios con una relación de transmisión continuamente variable (aunque limitada), que corresponde al de las cajas de cambios manuales. Después de la aparición de la caja de cambios Variomatic de DAF, diversos fabricantes desarrollaron sus propios sistemas, como Fiat, Subaru, Ford, Mini y Mercedes-Benz (bajo el nombre Autotronic en la Clase A y la Clase B). Posteriormente, estas las cajas de cambios también se han ofrecido bajo el nombre de Multitronic en los modelos de Audi A4 y más grandes, bajo el nombre Lineartronic de Subaru y simplemente como CVT en los Honda Jazz y Civic Hybrid. Suzuki utiliza un sistema de origen Jatco (Suzuki SX4 S-Cross). Además, la mayoría de los ciclomotores y, más recientemente, algunas motocicletas, disponen de estas transmisiones.

- La transmisión infinitamente variable (IVT) tiene un rango de transmisión infinito, es decir, con 1:∞ el eje de salida de la caja de cambios se detiene, aunque el eje de entrada está conectado al motor en marcha, por lo que con este diseño no se requiere embrague de arranque.

Un engranaje planetario como sistema de distribución no es continuo, pero pueden hacer que un eje de entrada actúe de forma casi continua, siempre que el segundo eje de entrada del engranaje sumador regule la relación general. La segunda entrada puede ser, por ejemplo, hidrostática (como en los tractores), eléctrica (Toyota Prius) o también mecánica (como en una transmisión variable continua).

#### Ventajas
Este diseño de transmisión ofrece las siguientes ventajas:
- Eliminación de etapas de conmutación, y por lo tanto
  - Mayor comodidad, ya que los cambios de par y de velocidad se realizan de forma continua y no a saltos
  - Sin pausas al cambiar, ya que no se realiza ningún cambio de marcha
- La curva característica de transmisión se puede diseñar de acuerdo con varios criterios:
  - Menor consumo, de forma que el motor siempre funciona en la zona de consumo instantáneo más favorable y en funcionamiento de arrastre se puede seleccionar el par de arrastre más bajo adaptando la relación de transmisión
  - Mejor dinámica de conducción: si se espera una aceleración máxima, el motor siempre puede funcionar a la máxima potencia al acelerar, dado que la velocidad de conducción se ajusta únicamente mediante la relación de la transmisión variable continua
  - Ruido: el motor funciona en el régimen de giro más silencioso
  - Emisiones de escape más bajas: el motor funciona en el rango operativo con las emisiones más bajas

#### Desventajas
- Capacidad de par motor muy limitada en muchos casos
- Mayor complejidad técnica, a veces se requieren tipos especiales de aceite
- Eficiencia menor que con las transmisiones por engranajes
- Aceptación limitada de los clientes

La capacidad de par se puede mejorar con una división de potencia, por ejemplo. La transmisión continuamente variable se combina con un engranaje planetario sumador o divisor. Sin embargo, esto reduce la extensión de la transmisión o la eficiencia general de la combinación de engranajes se deteriora.
Con características de consumo optimizado, la desventaja de la baja eficiencia de transmisión se puede compensar parcialmente. Gracias a la optimización del consumo de los motores y rangos de velocidad más amplios para el mejor consumo de combustible, las transmisiones de embrague doble son actualmente los competidores más fuertes de la transmisión variable continua de consumo optimizado.
En la práctica, las características optimizadas no gozan de la aceptación de la mayoría de los clientes, lo que significa que las ventajas teóricas están sujetas a ciertas restricciones.
En la práctica se ha comprobado que muchos conductores no están satisfechos cuando el vehículo acelera de cero a, por ejemplo, 100 km/h, dado que el motor prácticamente siempre gira a la misma velocidad ("efecto de goma elástica"). Para evitar esto, numerosos sistemas de transmisión variable continua ofrecen un programa de cambio de marchas en el que trabajan con relaciones de marcha fijas y así imitan a una caja automática escalonada normal. Sin embargo, esta función adicional no se requiere expresamente desde el punto de vista técnico. La insatisfacción de algunos usuarios es un efecto puramente psicológico que se remonta a décadas de experiencia con cajas de cambios convencionales o transmisiones automáticas de varios pasos y sus características.

#### Historia

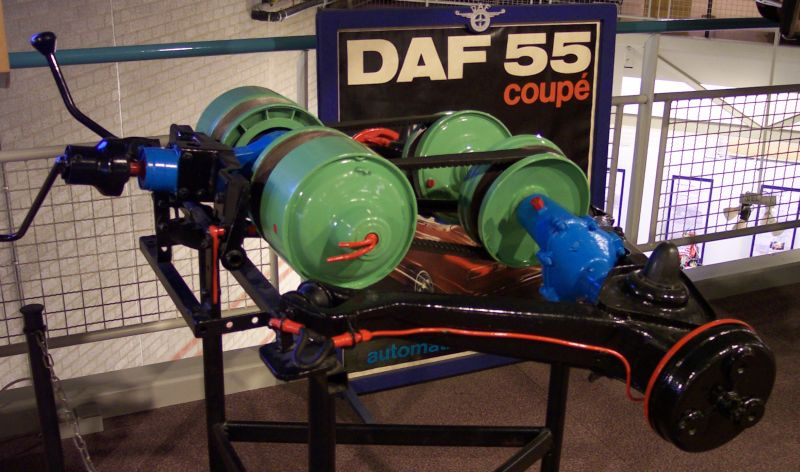
Sistema Variomatic de DAF

Varios fabricantes pequeños utilizaban transmisiones con ruedas de fricción hasta la década de 1920. A partir de 1958, el fabricante neerlandés DAF fabricó automóviles con el sistema Variomatic, una transmisión que utilizaba correas trapezoidales. combinadas con poleas de ancho variable (véase transmisión variable continua).
El principio ideado por DAF se ha desarrollado desde entonces utilizando cadenas de empuje de eslabones metálicos para pares de torsión más altos. Estas cajas de cambios estuvieron disponibles en utilitarios como el Ford Fiesta o el Fiat Uno. Audi sacó al mercado alrededor del año 2000 la nueva caja de cambios Multitronic para coches potentes, que utiliza una cadena de transmisión.
El híbrido eléctrico Toyota Prius dispone de una transmisión automática pseudo-continuamente variable, en la que un engranaje planetario con división de potencia superpone las velocidades y pares del motor de combustión y el motor eléctrico, así como el generador eléctrico. La distribución variable controlada electrónicamente de la potencia de accionamiento entre el motor eléctrico y el generador permite variar la relación entre la velocidad del motor de combustión interna y la velocidad de salida.
El Honda Civic Hybrid equipado con un accionamiento híbrido tiene una transmisión continuamente variable que incluye un convertidor de par como elemento de arranque.
De manera similar a la transmisión del Prius, las transmisiones hidrostáticas funcionan con división de potencia, que son particularmente comunes en los tractores. La potencia se divide entre una parte mecánica y una parte hidrostática continua. La relación general se puede regular ajustando continuamente la relación en la parte hidrostática. Para mejorar la distribución general de la transmisión, algunas de estas transmisiones tienen pasos de marcha adicionales. Un ejemplo de este diseño es la denominada “transmisión Vario” del fabricante de tractores Fendt, que funciona con componentes hidráulicos acoplados mediante un engranaje planetario.

### Tracción variable eléctrica
La transmisión variable eléctrica (EVT o e-CVT por sus siglas en inglés) se utiliza en vehículos híbridos, combinando la salida de un motor eléctrico y de un motor de gasolina. Proporciona relaciones de transmisión continuamente variables, al igual que un sistema mecánico convencional de variación de marchas continuo. 
En su forma más común, un motor de gasolina está conectado a una transmisión tradicional, que a su vez está conectada a un portador del sistema de engranajes planetario. A su vez, el motor/generador eléctrico está conectado al engranaje central "solar", que normalmente no está accionado en los sistemas epicíclicos típicos. Ambas fuentes de energía pueden alimentar la salida de la transmisión al mismo tiempo, dividiendo la energía entre ellas. Por lo general, se puede suministrar al engranaje solar entre una cuarta parte y la mitad de la potencia del motor. Dependiendo del diseño, la transmisión al sistema epicíclico puede simplificarse en gran medida o eliminarse por completo, dado que los EVT son capaces de modular continuamente las relaciones de velocidad de salida/entrada como los CVT mecánicos, pero ofrecen el beneficio distintivo de poder aplicar también energía de dos fuentes diferentes a una misma salida, además de reducir potencialmente la complejidad general del sistema de transmisión.
La relación del reparto de potencias se establece en función de las condiciones de conducción comunes, como por ejemplo, la velocidad de la carretera para un automóvil o la velocidad del tráfico para un autobús urbano. Cuando el conductor presiona el acelerador, los componentes electrónicos asociados interpretan la posición del pedal e inmediatamente ajustan el motor de gasolina a las RPM que proporcionan el mejor rendimiento de combustible para ese ajuste. Como la relación de transmisión normalmente se establece lejos del punto de par máximo, esta configuración normalmente daría como resultado una aceleración muy pobre. A diferencia de los motores de gasolina, los motores eléctricos ofrecen un par eficiente en un amplio rango de rpm y son especialmente efectivos a pocas revoluciones, donde el motor de gasolina es ineficiente. Al variar la carga eléctrica o el suministro del motor eléctrico conectado al engranaje solar, se puede proporcionar un par adicional para compensar la baja salida de par del motor de explosión. A medida que el vehículo acelera, la potencia aportada por el motor eléctrico se reduce y finalmente se detiene, lo que genera la ilusión de una CVT.
Un ejemplo clásico de sistema EVT es el Hybrid Synergy Drive de Toyota, que carece de una transmisión convencional y el engranaje solar siempre recibe el 28% del par del motor. Esta energía eléctrica disponible se puede utilizar para operar cualquier carga eléctrica en el vehículo, recargar las baterías, alimentar el sistema de entretenimiento o hacer funcionar el aire acondicionado. Además, cualquier potencia residual se retroalimenta a un segundo motor que alimenta la salida del tren motriz directamente. A velocidades de autopista, este refuerzo adicional de generador/motor es menos eficiente que simplemente accionar las ruedas de forma directa. Sin embargo, durante la aceleración, el apoyo eléctrico es mucho más eficiente que el motor de explosión que funciona muy lejos de su punto de par máximo. GM usa un sistema similar en los trenes motrices híbridos de los autobuses Allison y en las camionetas pick-up Tahoe y Yukon, aunque estas últimas utilizan una transmisión de dos velocidades frente al sistema epicicloidal, y el engranaje solar recibe cerca de la mitad de la potencia total.

## Transmisión manumática

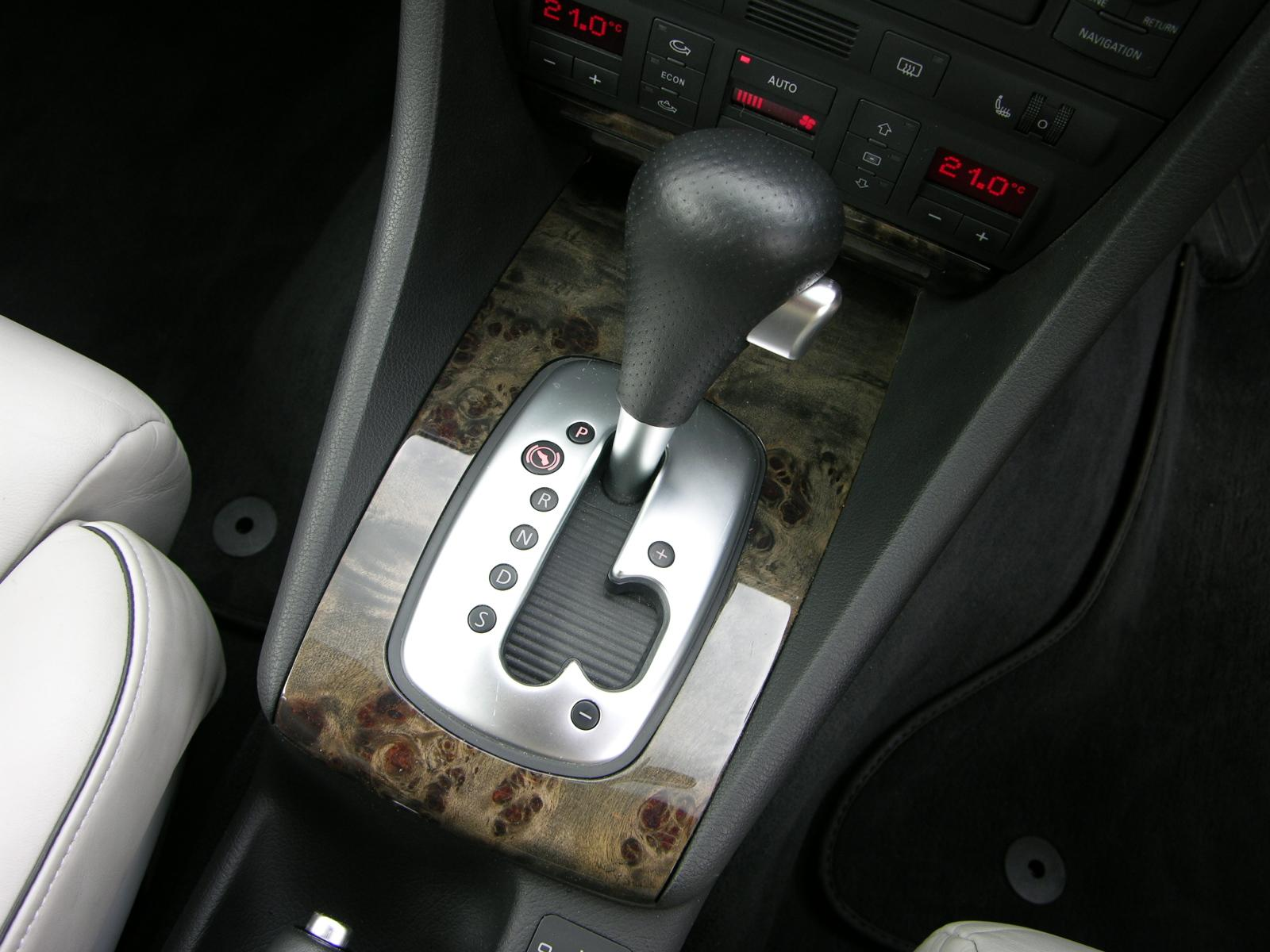
Palanca del cambio Tiptronic de un Audi RS6

Las transmisiones manumáticas se caracterizan por permitir que el conductor elija a voluntad las dos formas habituales de accionamiento del cambio, pudiendo decidir por sí mismo la marcha más adecuada (como con una caja de cambios manual o semiautomática), o bien permitiendo que un sistema electromecánico o electrónico determine autónomamente la relación de cambio correcta en función de los parámetros de la marcha del vehículo (como con un sistema de transmisión automático clásico). Los primeros sistemas de este tipo fueron transmisiones automáticas modificadas para que el conductor pudiese elegir entre un rango de marchas "cortas" o "largas", con el fin de obtener un mayor control sobre el vehículo en algunas situaciones particulares, como en descensos pronunciados y prolongados. Esta configuración se valía de la madurez del desarrollo desde la década de 1930 de las cajas automáticas, capaces de gestionar eficazmente el régimen del motor de forma autónoma gracias a dos elementos clave: los sistemas de engranajes epicicloidales y el convertidor de par hidráulico. Posteriormente, el desarrollo de la electrónica ha permitido idear distintos sistemas manumáticos, cajas de cambio automáticas que a su vez incluyen la opción de seleccionar las marchas manualmente de forma secuencial, como el sistema Tiptronic popularizado por Volkswagen, el Steptronic de BMW, o el G-Tronic de Mercedes-Benz.

## Transmisiones directas e indirectas

### Transmisión directa
En un mecanismo de transmisión directa la potencia y el par motor se transmiten desde un motor eléctrico al dispositivo de salida (como las ruedas motrices de un automóvil) sin utilizar reductores de velocidad. Varios coches de finales del siglo XIX utilizaron motores de cubo de rueda de transmisión directa, al igual que algunos prototipos a principios de la década de 2000. Por otro lado, la mayoría de los automóviles eléctricos modernos utilizan uno o varios motores internos, donde la transmisión se transfiere directamente a los ejes de las ruedas.

### Transmisión indirecta

#### Transmisión eléctrica
Las transmisiones eléctricas convierten la potencia mecánica de los motores en electricidad mediante un generador eléctrico y la vuelven a convertir en potencia mecánica utilizando un motor eléctrico. Los sistemas de control eléctricos o electrónicos con accionamiento de velocidad ajustable se utilizan para controlar la velocidad y el par de los motores. Si el generador es impulsado por una turbina, dicho dispositivo se denomina transmisión turboeléctrica. Asimismo, las transmisiones alimentadas por un motor diésel se denominan diésel-eléctricas.
Las transmisiones diésel-eléctricas se utilizan en muchas locomotoras ferroviarias, barcos, grandes camiones de minería y en algunos buldócer. En estos casos, cada rueda impulsada está equipada con su propio motor eléctrico, que se puede alimentar con una potencia eléctrica variable para proporcionar cualquier par o potencia de salida requerida para cada rueda de forma independiente, lo que produce una solución mecánicamente mucho más simple para vehículos muy grandes con múltiples ruedas motrices, donde los ejes de transmisión serían mucho más grandes o más pesados que el cable eléctrico que puede proporcionar la misma cantidad de energía. También mejora la capacidad de permitir que diferentes ruedas funcionen a diferentes velocidades, lo que es útil para ruedas direccionales en vehículos de construcción de gran tamaño.

#### Transmisión hidrostática
Las transmisiones hidrostáticas transmiten toda la potencia hidráulicamente, utilizando los componentes de una máquina hidráulica. Son similares a las transmisiones eléctricas, pero utilizan el fluido hidráulico como sistema de distribución de energía en lugar de la electricidad.
El mando de entrada de la transmisión es una bomba hidráulica central y la unidad o unidades de mando final son un motor hidráulico o un cilindro hidráulico. Ambos componentes se pueden colocar físicamente separados en la máquina, estando conectados solo por manguitos flexibles. Los sistemas de transmisión hidrostática se utilizan en excavadoras, tractores, carretillas elevadoras, sistemas de transmisión de cabrestante, equipos de elevación pesada, maquinaria agrícola o en equipos de movimiento de tierras. Un caso excepcional fue el Ferguson P99, un automóvil de Fórmula 1 de alrededor de 1961 que utilizaba un sistema de transmisión hidráulico.
El sistema Human Friendly Transmission utilizado en la motocicleta Honda DN-01 también es hidrostático.

#### Transmisión hidrodinámica
Se habla de una transmisión hidrodinámica cuando la bomba hidráulica o el motor hidráulico hacen uso de los efectos del flujo de un fluido al atravesar las paletas de una turbina. La bomba y el motor generalmente consisten en sistemas de paletas giratorias sin juntas, y generalmente se colocan muy próximos entre sí. Se puede hacer que la relación de transmisión varíe mediante paletas giratorias adicionales, un efecto similar a variar el paso de la hélice de un avión.
El convertidor de par en la mayoría de las transmisiones automáticas automotrices es, en sí mismo, una transmisión hidrodinámica. Las transmisiones hidrodinámicas se utilizan en muchos vehículos ferroviarios de pasajeros, aquellos que no utilizan transmisiones eléctricas. En esta aplicación, la ventaja de un suministro de potencia suave puede superar la eficiencia reducida causada por las pérdidas de energía generadas por las turbulencias en el fluido.

## Cajas de cambios en vehículos comerciales
Muchos vehículos comerciales también requieren una transmisión que permita expandir el rango de velocidad de giro del motor de combustión interna al régimen de giro de las ruedas necesario para conducir.
Por ejemplo, la velocidad de maniobra de un camión pesado es de unos 3 km/h. Esto se logra a una velocidad del motor de aproximadamente 550 rpm. Al conducir, el camión viaja a 89 km/h en una autopista. Por razones de consumo, se desea alcanzar esta velocidad (en tráfico de larga distancia) a aproximadamente 1100 rpm. A partir de una relación de velocidades de giro del motor de combustión interna de 2 (550 rpm respecto a 1100 rpm), es necesario de una relación de velocidad de giro de las ruedas de 30 (3 km/h respecto a 90 km/h). Esto significa que la relación de la marcha más baja y la relación de la marcha más alta difieren en un factor de 15. La relación de la relación entre la marcha más alta y la marcha más baja se llama dispersión. Para disponer de una distribución amplia y a la vez tener marchas poco espaciadas (algo necesario para reducir el consumo de combustible), se utilizan transmisiones con 12 o 16 marchas en camiones pesados. Dichas transmisiones se componen de varias subtransmisiones, la denominada transmisión primaria (2 etapas), la transmisión principal (3 o 4 etapas) y la transmisión grupal (2 etapas). Dado que las etapas de las subtransmisiones se pueden combinar de forma multiplicativa, se obtienen 12 o 16 marchas, aunque no todas las combinaciones de transmisión dan resultados utilizables en la práctica.
La marcha atrás (inversión del sentido de giro de la transmisión) forma parte de la transmisión principal. Esto permite combinar la marcha atrás con las 2 etapas de la caja de cambios primaria y las 2 etapas de la transmisión del grupo, obteniéndose (al menos teóricamente) cuatro marchas atrás. Sin embargo, a menudo se bloquean, y no se pueden seleccionar.
Los camiones ligeros suelen tener 6 marchas. La distribución de velocidad del motor es mayor en los camiones ligeros, y la velocidad de maniobra se establece un poco más alta para que sean suficientes 6 marchas (con un diseño más similar al de los turismos).

### Caja de cambios primaria
Esta transmisión es una extensión de una transmisión convencional, adjuntando una etapa de engranaje adicional al eje de entrada. Esto tiene el efecto de que la potencia se puede distribuir en dos etapas. Entonces, se dispone de un paso pequeño y de uno grande para cada etapa. Esto le da a este engranaje el nombre de "divisor" y a la construcción general el nombre de engranaje dividido. El término caja de cambios primaria indica que esta caja de cambios está instalada delante de la caja de cambios básica. Sin embargo, más a menudo, el grupo de aguas arriba se aloja directamente en la propia caja de cambios.
Las transmisiones divididas se encuentran en camiones pesados y generalmente se operan con un interruptor en la palanca de cambios. Si solo se acciona el divisor o si se cambia una marcha de una marcha alta a la siguiente marcha más baja, entonces se habla de "subir media marcha". Si se cambia de una marcha baja a la siguiente marcha más baja, se cambia "media marcha hacia abajo".

### Caja de cambios trasera
Es un engranaje planetario de dos etapas instalado entre el engranaje básico y el cardán. Esto duplica el número de marchas disponibles (la gama o rango). Esta es la razón por la que las construcciones que utilizan una caja de cambios montada en la parte trasera también se denominan cajas de cambios de gama (véase overdrive).
Primero se cambia de marcha en la transmisión básica y luego se acciona el interruptor del grupo de rango. Esto se hace mediante un interruptor en la palanca de cambios o mediante lo que se conoce como "vuelco". En la primera marcha, el interruptor se cambia al grupo superior (grande) antes del cambio de marcha, y luego la palanca de cambios se vuelve a poner en la primera marcha. Sin embargo, esta es la 5ª marcha en una transmisión básica de 4 velocidades o la 4ª marcha en una transmisión básica de 3 velocidades. El conductor dispone de una configuración dividida de 8 velocidades, que se interrumpe entre la 3ª y 4ª velocidad y la 5ª y 6ª velocidad. Aquí se mueve la palanca de cambio a punto muerto después de pasar la 4ª marcha y presionar la palanca hacia la derecha con la palma de la mano. Esto cambia el grupo de rango y la palanca ya no gira a la derecha en neutral, sino a la izquierda. Desde el punto de vista del conductor, ahora está frente al pasillo de la 5ª o 6ª. La palanca está en realidad delante de la 1ª o 2ª marcha de la transmisión básica, pero el cambio de grupo ahora la convierte en 5ª o 6ª marcha. Esto también se conoce como circuito "doble H". Estas transmisiones se pueden encontrar en camiones pesados.
A menudo se utiliza una caja de cambios ascendente y de otra descendente combinadas, lo que significa que hay disponibles hasta 16 niveles de velocidad en los camiones pesados.

### Transmisión automática con grupo divisor de rango
La mayoría de los camiones modernos están equipados con transmisiones automáticas, tal como se señaló anteriormente. Ofrecen un bajo consumo de combustible y facilidad de uso.

#### Historia
Estas ayudas electrónicas de cambio para vehículos comerciales se desarrollaron a principios de la década de 1980 con el deseo de ahorrar combustible, proteger los componentes de la transmisión y también aliviar al conductor, aunque el nuevo sistema encontró un fuerte rechazo por parte de los conductores de camiones al principio.
En 1984, Scania fue el primer fabricante en introducir en el mercado una ayuda electrónica para el cambio de marchas con el nombre de CAG ("Cambio de marchas asistido por ordenador"). La palanca de cambios convencional fue reemplazada por una pequeña palanca de mando en el túnel del motor. Los componentes electrónicos que registraban varios parámetros de conducción, como la velocidad y la velocidad del motor, mostraban al camionero una recomendación de cambio de marcha en una pantalla en el panel de instrumentos. Si el conductor aceptaba la marcha sugerida, todo lo que tenía que hacer era accionar el embrague. En el caso de una selección de marcha diferente, la marcha deseada se seleccionaba utilizando una palanca. Si el sistema fallaba, la caja con el interruptor selector se podía plegar hacia un lado e insertar una palanca convencional, que se llevaba en el vehículo.
Aproximadamente un año después, Mercedes-Benz siguió el ejemplo como fabricante de sus propias transmisiones de vehículos comerciales, y ZF inició la producción de sus propias ayudas para el cambio. En el Salón del Automóvil de Fráncfort de 1985, Mercedes presentó el Circuito Electroneumático (EPS), que se ofrecía de serie en el modelo 1644, el más potente del momento. También estaba disponible para los modelos más pequeños y para el autocar O 303. A diferencia del CAG de Scania y algunos modelos de ZF, el EPS no ofrecía una recomendación de cambio de marchas, por lo que la selección de marchas para subirlas o bajarlas siempre tenía que hacerse tocando la palanca hacia adelante o hacia atrás. Con la introducción de la serie Mercedes-Benz Actros, apareció en 1996 el sistema "Telligent" (de telemática e inteligente), inicialmente como un circuito semiautomático, y luego como un circuito completamente automático.
Al mismo tiempo, como fabricante de transmisiones para camiones, ZF ofreció ayudas de cambio semiautomáticas con el nombre de AVS (circuito de preselección automática), que se podían operar mediante botones pulsadores, perillas de cambio de marchas o un interruptor basculante en el volante.
Sin embargo, en términos de manejo, todos los sistemas iniciales son en gran parte idénticos: el controlador emite un impulso de conmutación a través de un interruptor, que se realiza mediante una gestión electrónica que controla una serie de cilindros de accionamiento neumáticos.

#### Desarrollos posteriores
La tendencia imperante ha sido relevar al conductor de casi todos los trabajos de cambio de marcha. Con todas las ayudas para el cambio disponibles, solo se acciona la marcha desde parada y la marcha atrás mediante botones especiales o combinaciones de teclas. En algunas transmisiones manuales totalmente automatizadas, ya no hay pedal de embrague; en el Actros, por ejemplo, se pliega en el espacio para los pies y se puede usar como una opción. Dado que la electrónica controla completamente todos los procesos de cambio y embrague, aquí también se pueden usar engranajes de garras no sincronizados, que son más livianos y compactos en términos de diseño y se pueden cambiar más rápido en plena marcha. Sin embargo, estas ayudas para el cambio de marchas totalmente automáticas no deben confundirse con una transmisión automática con convertidor de par.
El Actros ofrece sistemas de transmisión en los que se puede preseleccionar la siguiente marcha más económica. La electrónica comprueba primero la plausibilidad de la marcha y luego se activa cuando se presiona el pedal del embrague. Los sistemas completamente automáticos, como se utilizaron por primera vez en el Iveco Stralis y en el M.A.N-TGA, incluso prescinden del pedal del embrague. Aquí, la velocidad del motor respecto al tren de transmisión se ajusta utilizando una bomba de inyección o un freno de motor mediante comandos electrónicos, lo que significa que no es necesaria la sincronización de la transmisión. Los sistemas híbridos, como el Opticruise de Scania, solo requieren que el conductor accione el embrague para arrancar o detener el vehículo.
Los vehículos comerciales más nuevos a menudo solo tienen doce velocidades, debido a que los motores modernos no necesitan más.
A menudo, solo una pantalla informa sobre la marcha seleccionada del 1 al 12, pero el conductor puede intervenir activamente en el sistema automático, por ejemplo, seleccionando manualmente una marcha más alta o más baja con el pomo del cambio (MAN) o la consola de cambio de marchas (Daimler). El cambio de marchas automático también tiene en cuenta los cambios en el pedal del acelerador (por ejemplo, el kick-down).
Algunos sistemas automáticos pueden omitir pasillos u ofrecer modos especiales, como un programa de maniobras o de consumo equilibrado.

### Caja de transferencia
Las cajas de transferencia se instalan después de la caja de cambios básica. Se suelen utilizar en vehículos que tienen varios ejes impulsados (como los automóviles con tracción en las cuatro ruedas). La transmisión distribuye la potencia motriz a varios ejes (dos en un vehículo 4×4) a través de una salida por eje. 
Dependiendo del tipo de transmisión, los ejes se pueden activar y desactivar individualmente. Las reducciones también se pueden integrar en la caja de transferencia; una configuración habitual en los vehículos todoterreno. La función de la caja de transferencia no debe confundirse con los ejes motrices que tienen una transmisión integrada, como en los camiones pesados con transmisión 6×4.

### Transmisión hidráulica
Los motores con una salida de par muy alta, que requieren una transmisión debido a la gama de velocidades estrecha y óptimamente utilizable, se pueden encontrar en las locomotoras diésel. Dado que las transmisiones convencionales impondrían exigencias extremadamente altas a un embrague de fricción al arrancar, es habitual el uso de la transmisión hidráulica de potencia.: 16  Las cajas de cambio utilizadas emplean un convertidor de par en el arranque, y las marchas individuales se cambian sin interrumpir el esfuerzo de tracción, vaciando un acoplamiento hidráulico mientras que otro se llena de aceite al mismo tiempo. En algunos casos, los embragues de bloqueo también se utilizan para mantener bajas las pérdidas de energía debidas al deslizamiento. Un ejemplo de locomotoras diésel-hidráulicas es la alemana DB-Baureihe 218.
Sin embargo, la alternativa más comúnmente utilizada es la transmisión eléctrica, de forma que el motor diésel impulsa un generador que a su vez entrega la corriente producida a un motor de tracción eléctrico, que puede transmitir a las ruedas tractoras la potencia disponible de manera prácticamente continua y progresiva.: 17 

## Transmisiones para otras funciones en vehículos de motor
La práctica totalidad de los vehículos utilizan conjuntos de engranajes para accionar distintos sistemas, como los limpiaparabrisas que son movidos por un motor eléctrico a través de engranajes. Lo mismo se aplica a los elevalunas eléctricos. El ajuste de los asientos mediante mandos giratorios o los servomotores utilizados para ajustar el ángulo del respaldo también se valen de conjuntos de engranajes. Los mecanismos de apertura de puertas y capós o la transmisión del movimiento de un pedal a un órgano mecánico del vehículo son también sistemas de transmisión en el sentido mecánico-cinemático: el movimiento de giro del pedal se convierte en un movimiento lineal o un movimiento giratorio, por ejemplo, a través de una varilla de empuje. La ruta de transmisión de potencia ligada al líquido entre el pedal de freno y los cilindros de freno también está representada por una transmisión hidráulica.

## Engranajes de bicicleta

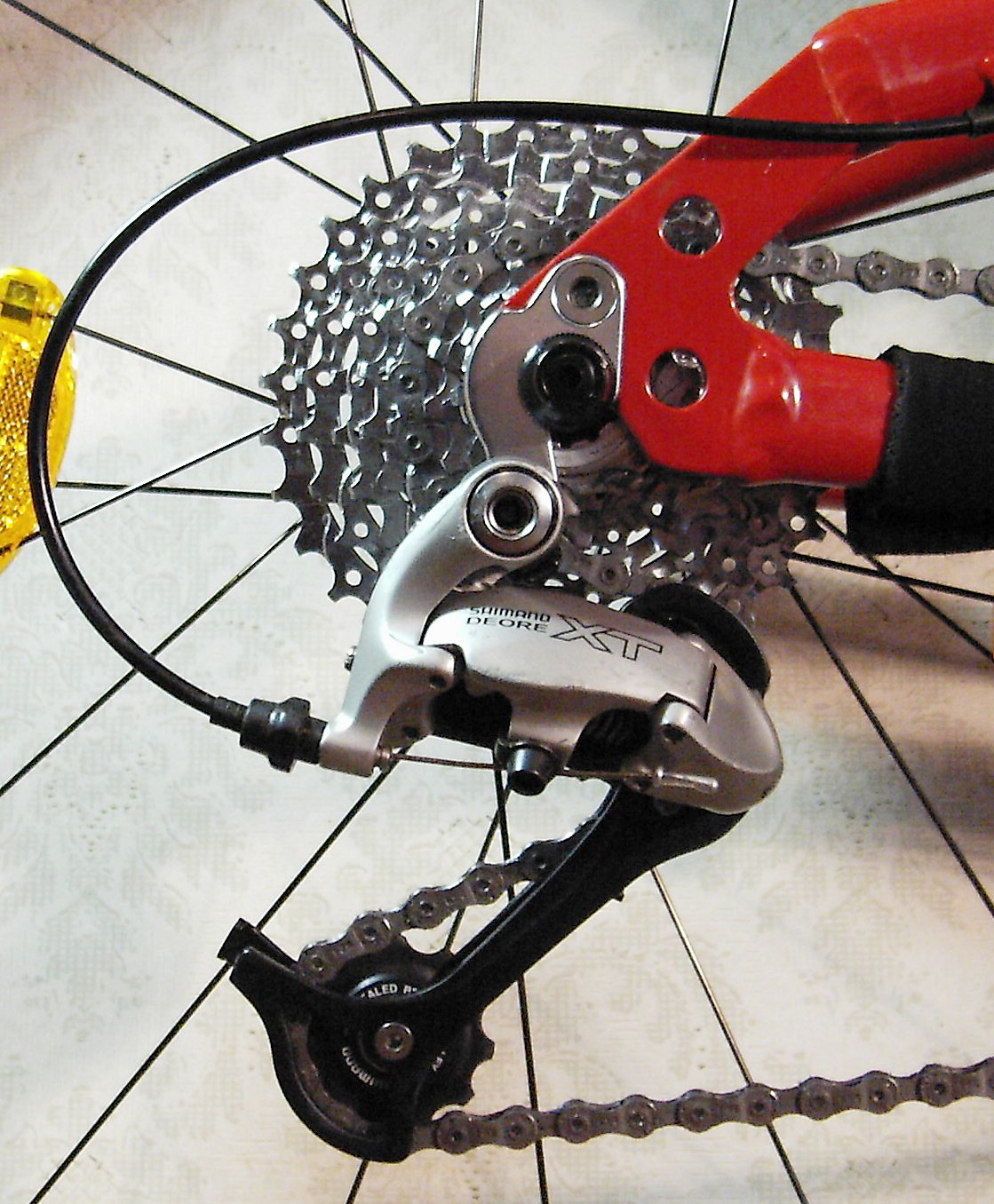
Desviador trasero de un cambio Shimano XT en una bicicleta de montaña

Las bicicletas suelen tener un sistema para seleccionar diferentes relaciones de transmisión. Hay dos tipos principales: cambios con desviador y cambios internos. El tipo de desviador es el más común y el más visible, utilizando varios engranajes denominados piñones. Por lo general, hay varios engranajes disponibles en el conjunto de coronas dentadas, unidas al eje de la rueda trasera. Por lo general, también se dispone de varias ruedas dentadas en el eje de los pedales (denominadas "platos"). Al multiplicar el número de engranajes en la parte delantera por el número de engranajes en la parte trasera, se obtiene el número de relaciones de transmisión, a menudo llamadas "velocidades".
Se han realizado varios intentos para disponer los cambios de las bicicletas en una caja cerrada, lo que brindaría ventajas obvias para una mejor lubricación y evitar los problemas asociados con la suciedad. Por lo general, estos diseños utilizan una transmisión de barra rígida, ya que una caja de cambios basada en una cadena tradicional resulta difícil de confinar. El requisito de modificar el cuadro de la bicicleta ha sido un serio inconveniente para su adopción. Uno de los intentos más recientes de proporcionar una caja de cambios para bicicletas es el Piñón P1.18 de 18 velocidades. Esta caja de cambios está cerrada, pero sigue utilizando una cadena tradicional. Cuando se instala en una bicicleta con suspensión trasera, conserva un tensor de cadena similar a un desviador, aunque más separado del suelo.
Las causas de fallo de los engranajes de una bicicleta incluyen dientes desgastados, daños causados por una cadena defectuosa, daños debidos a la expansión térmica, dientes rotos debido a una fuerza de pedaleo excesiva, interferencia de objetos extraños o la pérdida de lubricación por un mantenimiento deficiente.